# Olympische Sommerspiele 2020/Teilnehmer (ROC)
| Gelbes Symbol für Goldmedaillen mit stilisierten Olympischen Ringen | Graues Symbol für Silbermedaillen mit stilisierten Olympischen Ringen | Braundes Symbol für Bronzemedaillen mit stilisierten Olympischen Ringen |
| ------------------------------------------------------------------- | --------------------------------------------------------------------- | ----------------------------------------------------------------------- |
| 20                                                                  | 28                                                                    | 23                                                                      |

Unter dem Teamnamen ROC nahm die russische Delegation an den Olympischen Spielen 2020 in Tokio mit 334 Sportlern in 30 Sportarten teil.
Am 9. Dezember 2019 gab die WADA bekannt, dass Russland wegen manipulierter Daten aus dem Moskauer Labor für vier Jahre von Olympischen Spielen und Weltmeisterschaften ausgeschlossen werde. Das IOC gab im Februar 2021 bekannt, dass die russischen Athleten bei den Olympischen Sommerspielen 2020 unter dem Teamnamen ROC (für „Russian Olympic Committee“) starten. Bei den Spielen in Tokio zeigte die ROC-Teamflagge eine olympische Flamme in Form von weißen, blauen und roten Streifen und die fünf olympischen Ringe. Als Ersatz für die Nationalhymne wünschte sich die russische Delegation das Volkslied Katjuscha, was vom Sportgerichtshof jedoch abgelehnt wurde. Stattdessen wurde ein Teil von Tschaikowskis 1. Klavierkonzert zur Nationalhymne.
Schon bei den Olympischen Winterspielen 2018 in Pyeongchang durften Athleten aus Russland nur unter neutraler Fahne an den Start gehen, wenn sie belegen konnten, dass sie keine Dopingmittel zu sich genommen hatten. Russland hatte Protest gegen diese Entscheidung angekündigt.

## Teilnehmer nach Sportarten

### Badminton
| Athleten                     | Wettbewerb | Gruppenphase                | Gruppenphase       | Gruppenphase | Gruppenphase | Achtelfinale  | Achtelfinale  | Viertelfinale | Viertelfinale | Halbfinale    | Halbfinale    | Finale        | Finale        | Rang |
| Athleten                     | Wettbewerb | Gegner                      | Ergebnis           | Punkte       | Rang         | Gegner        | Ergebnis      | Gegner        | Ergebnis      | Gegner        | Ergebnis      | Gegner        | Ergebnis      | Rang |
| ---------------------------- | ---------- | --------------------------- | ------------------ | ------------ | ------------ | ------------- | ------------- | ------------- | ------------- | ------------- | ------------- | ------------- | ------------- | ---- |
| Frauen                       |            |                             |                    |              |              |               |               |               |               |               |               |               |               |      |
| Jewgenija Kossezkaja         | Einzel     | Y. Li                       | 2:0 (22:20, 21:15) | 65:77        | 2            | ausgeschieden | ausgeschieden | ausgeschieden | ausgeschieden | ausgeschieden | ausgeschieden | ausgeschieden | ausgeschieden | 15   |
| Jewgenija Kossezkaja         | Einzel     | N. Okuhara                  | 0:2 (6:21, 16:21)  | 65:77        | 2            | ausgeschieden | ausgeschieden | ausgeschieden | ausgeschieden | ausgeschieden | ausgeschieden | ausgeschieden | ausgeschieden | 15   |
| Männer                       |            |                             |                    |              |              |               |               |               |               |               |               |               |               |      |
| Sergei Sirant                | Einzel     | G. Krausz                   | 2:0 (21:18, 21:18) | 64:78        | 2            | ausgeschieden | ausgeschieden | ausgeschieden | ausgeschieden | ausgeschieden | ausgeschieden | ausgeschieden | ausgeschieden | 15   |
| Sergei Sirant                | Einzel     | A. Ginting                  | 0:2 (12:21, 10:21) | 64:78        | 2            | ausgeschieden | ausgeschieden | ausgeschieden | ausgeschieden | ausgeschieden | ausgeschieden | ausgeschieden | ausgeschieden | 15   |
| Wladimir Iwanow Iwan Sosonow | Doppel     | K. Astrup / A. S. Rasmussen | 0:2 (13:21, 18:21) | 111:102      | 3            | —             | —             | ausgeschieden | ausgeschieden | ausgeschieden | ausgeschieden | ausgeschieden | ausgeschieden | 9    |
| Wladimir Iwanow Iwan Sosonow | Doppel     | H. Endō / Y. Watanabe       | 0:2 (19:21, 19:21) | 111:102      | 3            | —             | —             | ausgeschieden | ausgeschieden | ausgeschieden | ausgeschieden | ausgeschieden | ausgeschieden | 9    |
| Wladimir Iwanow Iwan Sosonow | Doppel     | G. Olofua / A. J. Opeyori   | 2:0 (21:8, 21:10)  | 111:102      | 3            | —             | —             | ausgeschieden | ausgeschieden | ausgeschieden | ausgeschieden | ausgeschieden | ausgeschieden | 9    |

### Basketball

#### 3×3 Basketball
| Wettbewerb    | Damen | Herren |
| ------------- | --- | --- |
| Athleten      | Olga Frolkina Julija Kosik Anastassija Logunowa Marija Tscherepanowa                                                     | Ilja Karpenkow Kirill Pisklow Stanislaw Scharow Alexander Sujew                                                |
| Trainer       | Alexander Dirazujan | Wladimir Agababjan                                                                                             |
| Gruppenphase  | Japan (21–18) China (19–9) Mongolei (21–5) Vereinigte Staaten (16–20) Rumänien (21–12) Frankreich (14–17) Italien (17–9) | China (21–13) Niederlande (15–18) Belgien (16–21) Polen (16–21) Japan (19–16) Lettland (19–15) Serbien (10–21) |
| Viertelfinale | Freilos als Vorrundenzweiter                                                                                             | Niederlande (21–19)                                                                                            |
| Halbfinale    | China (21–14) | Serbien (21–10)                                                                                                |
| Finale        | Vereinigte Staaten (15–18)                                                                                               | Lettland (18–21)                                                                                               |
| Platzierung   | Silber | Silber |

### Beachvolleyball
| Athleten                                   | Gruppenphase          | Gruppenphase              | Gruppenphase | Gruppenphase | Achtelfinale            | Achtelfinale              | Viertelfinale   | Viertelfinale      | Halbfinale     | Halbfinale         | Finale        | Finale             | Rang   |
| Athleten                                   | Gegner                | Ergebnis                  | Punkte       | Rang         | Gegner                  | Ergebnis                  | Gegner          | Ergebnis           | Gegner         | Ergebnis           | Gegner        | Ergebnis           | Rang   |
| ------------------------------------------ | --------------------- | ------------------------- | ------------ | ------------ | ----------------------- | ------------------------- | --------------- | ------------------ | -------------- | ------------------ | ------------- | ------------------ | ------ |
| Frauen                                     |                       |                           |              |              |                         |                           |                 |                    |                |                    |               |                    |        |
| Nadeschda Makrogusowa Swetlana Cholomina   | Menegatti / Orsi Toth | 2:0 (21:18, 21:15)        | 6            | 1            | Graudiņa / Kravčenoka   | 1:2 (21:16, 17:21, 13:15) | ausgeschieden   | ausgeschieden      | ausgeschieden  | ausgeschieden      | ausgeschieden | ausgeschieden      | 9      |
| Nadeschda Makrogusowa Swetlana Cholomina   | Lidy / Leila          | 2:0 (21:16, 21:11)        | 6            | 1            | Graudiņa / Kravčenoka   | 1:2 (21:16, 17:21, 13:15) | ausgeschieden   | ausgeschieden      | ausgeschieden  | ausgeschieden      | ausgeschieden | ausgeschieden      | 9      |
| Nadeschda Makrogusowa Swetlana Cholomina   | Clancy / Artacho      | 2:1 (21:8, 15:21, 15:12)  | 6            | 1            | Graudiņa / Kravčenoka   | 1:2 (21:16, 17:21, 13:15) | ausgeschieden   | ausgeschieden      | ausgeschieden  | ausgeschieden      | ausgeschieden | ausgeschieden      | 9      |
| Männer                                     |                       |                           |              |              |                         |                           |                 |                    |                |                    |               |                    |        |
| Wjatscheslaw Krassilnikow Oleg Stojanowski | Gaxiola / Rubio       | 2:1 (24:26, 21:15, 18:16) | 5            | 1            | Herrera / Gavira        | 2:0 (22:20, 21:17)        | Thole / Wickler | 2:0 (21:16, 21:19) | Cherif / Ahmed | 2:0 (21:19, 21:17) | Mol / Sørum   | 0:2 (17:21, 18:21) | Silber |
| Wjatscheslaw Krassilnikow Oleg Stojanowski | Pļaviņš / Točs        | 1:2 (21:13, 19:21, 11:15) | 5            | 1            | Herrera / Gavira        | 2:0 (22:20, 21:17)        | Thole / Wickler | 2:0 (21:16, 21:19) | Cherif / Ahmed | 2:0 (21:19, 21:17) | Mol / Sørum   | 0:2 (17:21, 18:21) | Silber |
| Wjatscheslaw Krassilnikow Oleg Stojanowski | Perušič / Schweiner   | 2:1 (19:21, 21:13, 15:8)  | 5            | 1            | Herrera / Gavira        | 2:0 (22:20, 21:17)        | Thole / Wickler | 2:0 (21:16, 21:19) | Cherif / Ahmed | 2:0 (21:19, 21:17) | Mol / Sørum   | 0:2 (17:21, 18:21) | Silber |
| Konstantin Semjonow Ilja Leschukow         | Herrera / Gavira      | 2:0 (21:19, 22:20)        | 6            | 1            | E. Grimalt / M. Grimalt | 2:0 (21:16, 21:16)        | Mol / Sørum     | 0:2 (17:21, 19:21) | ausgeschieden  | ausgeschieden      | ausgeschieden | ausgeschieden      | 5      |
| Konstantin Semjonow Ilja Leschukow         | McHugh / Schumann     | 2:0 (21:14, 21:16)        | 6            | 1            | E. Grimalt / M. Grimalt | 2:0 (21:16, 21:16)        | Mol / Sørum     | 0:2 (17:21, 19:21) | ausgeschieden  | ausgeschieden      | ausgeschieden | ausgeschieden      | 5      |
| Konstantin Semjonow Ilja Leschukow         | Mol / Sørum           | 2:0 (21:19, 21:19)        | 6            | 1            | E. Grimalt / M. Grimalt | 2:0 (21:16, 21:16)        | Mol / Sørum     | 0:2 (17:21, 19:21) | ausgeschieden  | ausgeschieden      | ausgeschieden | ausgeschieden      | 5      |

### Bogenschießen
| Athleten                                         | Wettbewerb | Qualifikation | Qualifikation | 1. Runde      | 1. Runde | 2. Runde      | 2. Runde      | Achtelfinale  | Achtelfinale  | Viertelfinale      | Viertelfinale | Halbfinale    | Halbfinale    | Finale        | Finale        | Rang   |
| Athleten                                         | Wettbewerb | Ringe         | Rang          | Gegner        | Ergebnis | Gegner        | Ergebnis      | Gegner        | Ergebnis      | Gegner             | Ergebnis      | Gegner        | Ergebnis      | Gegner        | Ergebnis      | Rang   |
| ------------------------------------------------ | ---------- | ------------- | ------------- | ------------- | -------- | ------------- | ------------- | ------------- | ------------- | ------------------ | ------------- | ------------- | ------------- | ------------- | ------------- | ------ |
| Frauen                                           |            |               |               |               |          |               |               |               |               |                    |               |               |               |               |               |        |
| Swetlana Gombojewa                               | Einzel     | 630           | 45            | G. Schloesser | 5:6      | ausgeschieden | ausgeschieden | ausgeschieden | ausgeschieden | ausgeschieden      | ausgeschieden | ausgeschieden | ausgeschieden | ausgeschieden | ausgeschieden | 33     |
| Jelena Ossipowa                                  | Einzel     | 651           | 22            | S. Mashayikh  | 6:4      | M. Kroppen    | 6:4           | B. Pitman     | 6:0           | Kang C.-y.         | 7:1           | L. Boari      | 6:0           | An S.         | 5:6           | Silber |
| Xenija Perowa                                    | Einzel     | 664           | 8             | A. Ingley     | 7:1      | M. Jager      | 7:3           | D. Kumari     | 5:6           | ausgeschieden      | ausgeschieden | ausgeschieden | ausgeschieden | ausgeschieden | ausgeschieden | 9      |
| Swetlana Gombojewa Jelena Ossipowa Xenija Perowa | Mannschaft | 1945          | 6             | —             | —        | —             | —             | Ukraine       | 6:2           | Vereinigte Staaten | 6:0           | Deutschland   | 5:1           | Südkorea      | 0:6           | Silber |
| Männer                                           |            |               |               |               |          |               |               |               |               |                    |               |               |               |               |               |        |
| Galsan Basarschapow                              | Einzel     | 653           | 34            | P. Jadhav     | 0:6      | ausgeschieden | ausgeschieden | ausgeschieden | ausgeschieden | ausgeschieden      | ausgeschieden | ausgeschieden | ausgeschieden | ausgeschieden | ausgeschieden | 33     |
| Mixed                                            |            |               |               |               |          |               |               |               |               |                    |               |               |               |               |               |        |
| Xenija Perowa Galsan Basarschapow                | Mannschaft | 1317          | 10            | —             | —        | —             | —             | Türkei        | 2:6           | ausgeschieden      | ausgeschieden | ausgeschieden | ausgeschieden | ausgeschieden | ausgeschieden | 9      |

### Boxen
| Athleten                | Wettbewerb                  | 1. Runde    | 1. Runde | Achtelfinale   | Achtelfinale  | Viertelfinale  | Viertelfinale | Halbfinale    | Halbfinale    | Finale        | Finale        | Rang   |
| Athleten                | Wettbewerb                  | Gegner      | Ergebnis | Gegner         | Ergebnis      | Gegner         | Ergebnis      | Gegner        | Ergebnis      | Gegner        | Ergebnis      | Rang   |
| ----------------------- | --------------------------- | ----------- | -------- | -------------- | ------------- | -------------- | ------------- | ------------- | ------------- | ------------- | ------------- | ------ |
| Frauen                  |                             |             |          |                |               |                |               |               |               |               |               |        |
| Swetlana Solujanowa     | Fliegengewicht bis 51 kg    | V. Fuchs    | 2:3      | ausgeschieden  | ausgeschieden | ausgeschieden  | ausgeschieden | ausgeschieden | ausgeschieden | ausgeschieden | ausgeschieden | 17     |
| Ljudmila Woronzowa      | Federgewicht bis 57 kg      | I. Testa    | 1:4      | ausgeschieden  | ausgeschieden | ausgeschieden  | ausgeschieden | ausgeschieden | ausgeschieden | ausgeschieden | ausgeschieden | 17     |
| Saadat Dalgatowa        | Weltergewicht bis 69 kg     | B. Manikon  | 1:4      | ausgeschieden  | ausgeschieden | ausgeschieden  | ausgeschieden | ausgeschieden | ausgeschieden | ausgeschieden | ausgeschieden | 17     |
| Senfira Magomedalijewa  | Mittelgewicht bis 75 kg     | —           | —        | N. Graham      | 4:1           | R. Gramane     | 4:1           | Li Q.         | 0:5           | ausgeschieden | ausgeschieden | Bronze |
| Männer                  |                             |             |          |                |               |                |               |               |               |               |               |        |
| Albert Batyrgasijew     | Federgewicht bis 57 kg      | Freilos     | Freilos  | A. de la Cruz  | 5:0           | E. Tsendbaatar | 3:2           | L. Álvarez    | 3:2           | D. Ragan      | 3:2           | Gold   |
| Gabil Mamedow           | Leichtgewicht bis 63 kg     | D. Durkacz  | 5:0      | R. Colin       | 5:0           | K. Davis       | 1:4           | ausgeschieden | ausgeschieden | ausgeschieden | ausgeschieden | 5      |
| Andrei Samkowoi         | Weltergewicht bis 69 kg     | Freilos     | Freilos  | S. Zimba       | 4:1           | E. Madiew      | 5:0           | R. Iglesias   | 0:5           | ausgeschieden | ausgeschieden | Bronze |
| Gleb Bakschi            | Mittelgewicht bis 75 kg     | Freilos     | Freilos  | T. Isley       | 3:2           | D. Valsaint    | 5:0           | H. Conceição  | 1:4           | ausgeschieden | ausgeschieden | Bronze |
| Imam Chatajew           | Halbschwergewicht bis 81 kg | M. Assaghir | RSC      | B. Nurdäuletow | 4:1           | G. Jalidov     | KO            | B. Whittaker  | 1:4           | ausgeschieden | ausgeschieden | Bronze |
| Muslim Gadschimagomedow | Schwergewicht bis 91 kg     | Freilos     | Freilos  | A. Benchabla   | 5:0           | A. Abduljabbar | 5:0           | D. Nyika      | 4:1           | J. C. La Cruz | 0:5           | Silber |
| Iwan Werjassow          | Superschwergewicht ab 91 kg | Freilos     | Freilos  | M. Yegnong     | 5:0           | Q. Qongqabajew | 1:4           | ausgeschieden | ausgeschieden | ausgeschieden | ausgeschieden | 5      |

### Fechten
| Athleten                                                                    | Wettbewerb         | 1. Runde   | 1. Runde | 2. Runde      | 2. Runde      | Achtelfinale    | Achtelfinale  | Viertelfinale | Viertelfinale | Halbfinale / Klassifikation | Halbfinale / Klassifikation | Finale / Platzierung | Finale / Platzierung | Rang          |
| Athleten                                                                    | Wettbewerb         | Gegner     | Ergebnis | Gegner        | Ergebnis      | Gegner          | Ergebnis      | Gegner        | Ergebnis      | Gegner                      | Ergebnis                    | Gegner               | Ergebnis             | Rang          |
| --------------------------------------------------------------------------- | ------------------ | ---------- | -------- | ------------- | ------------- | --------------- | ------------- | ------------- | ------------- | --------------------------- | --------------------------- | -------------------- | -------------------- | ------------- |
| Frauen                                                                      |                    |            |          |               |               |                 |               |               |               |                             |                             |                      |                      |               |
| Wioletta Kolobowa                                                           | Degen Einzel       | Freilos    | Freilos  | A. Jarecka    | 11:15         | ausgeschieden   | ausgeschieden | ausgeschieden | ausgeschieden | ausgeschieden               | ausgeschieden               | ausgeschieden        | ausgeschieden        | ausgeschieden |
| Julija Litschagina                                                          | Degen Einzel       | Freilos    | Freilos  | M. Navarria   | 12:15         | ausgeschieden   | ausgeschieden | ausgeschieden | ausgeschieden | ausgeschieden               | ausgeschieden               | ausgeschieden        | ausgeschieden        | ausgeschieden |
| Aisanat Murtasajewa                                                         | Degen Einzel       | K. Hsieh   | 14:7     | Choi I.-j.    | 15:11         | K. Hurley       | 12:11         | V. Kong       | 15:10         | Sun Y.                      | 8:12                        | K. Lehis             | 8:15                 | 4             |
| Wioletta Kolobowa Julija Litschagina Aisanat Murtasajewa Wioletta Chrapina  | Degen Mannschaft   | —          | —        | —             | —             | —               | —             | Italien       | 31:33         | Polen                       | 25:31                       | Hongkong             | 27:28                | 8             |
| Inna Deriglasowa                                                            | Florett Einzel     | Freilos    | Freilos  | M. Jelińska   | 15:8          | F. Kreiss       | 15:10         | Jeon H.-s.    | 15:7          | A. Volpi                    | 15:10                       | L. Kiefer            | 13:15                | Silber        |
| Larissa Korobeinikowa                                                       | Florett Einzel     | Freilos    | Freilos  | I. Boubakri   | 15:3          | Y. Thibus       | 15:12         | K. Ryan       | 15:11         | L. Kiefer                   | 6:15                        | A. Volpi             | 15:14                | Bronze        |
| Adelina Sagidullina                                                         | Florett Einzel     | Freilos    | Freilos  | S. van Erven  | 15:8          | K. Ryan         | 9:15          | ausgeschieden | ausgeschieden | ausgeschieden               | ausgeschieden               | ausgeschieden        | ausgeschieden        | ausgeschieden |
| Inna Deriglasowa Larissa Korobeinikowa Adelina Sagidullina Marta Martjanowa | Florett Mannschaft | —          | —        | —             | —             | —               | —             | Ägypten       | 45:21         | Vereinigte Staaten          | 45:42                       | Frankreich           | 45:34                | Gold          |
| Olga Nikitina                                                               | Säbel Einzel       | Freilos    | Freilos  | D. Wozniak    | 15:14         | A. Bashta       | 15:13         | M. Brunet     | 5:15          | ausgeschieden               | ausgeschieden               | ausgeschieden        | ausgeschieden        | ausgeschieden |
| Sofija Posdnjakowa                                                          | Säbel Einzel       | Freilos    | Freilos  | R. Gregorio   | 15:12         | Yang H.         | 15:8          | Qian J.       | 15:12         | M. Brunet                   | 15:10                       | S. Welikaja          | 15:11                | Gold          |
| Sofja Welikaja                                                              | Säbel Einzel       | Freilos    | Freilos  | R. Katona     | 15:4          | I. Vecchi       | 15:12         | M. Zagunis    | 15:8          | A. Márton                   | 15:8                        | S. Posdnjakowa       | 11:15                | Silber        |
| Olga Nikitina Sofija Posdnjakowa Sofja Welikaja                             | Säbel Mannschaft   | —          | —        | —             | —             | Freilos         | Freilos       | Japan         | 45:34         | Südkorea                    | 45:26                       | Frankreich           | 45:41                | Gold          |
| Männer                                                                      |                    |            |          |               |               |                 |               |               |               |                             |                             |                      |                      |               |
| Sergei Bida                                                                 | Degen Einzel       | Freilos    | Freilos  | Y. Ramirez    | 15:2          | K. Kanō         | 15:12         | R. Cannone    | 12:15         | ausgeschieden               | ausgeschieden               | ausgeschieden        | ausgeschieden        | ausgeschieden |
| Sergei Chodos                                                               | Degen Einzel       | Freilos    | Freilos  | A. Santarelli | 10:15         | ausgeschieden   | ausgeschieden | ausgeschieden | ausgeschieden | ausgeschieden               | ausgeschieden               | ausgeschieden        | ausgeschieden        | ausgeschieden |
| Pawel Suchow                                                                | Degen Einzel       | B. Steffen | 12:15    | ausgeschieden | ausgeschieden | ausgeschieden   | ausgeschieden | ausgeschieden | ausgeschieden | ausgeschieden               | ausgeschieden               | ausgeschieden        | ausgeschieden        | ausgeschieden |
| Sergei Bida Sergei Chodos Pawel Suchow Nikita Glaskow                       | Degen Mannschaft   | —          | —        | —             | —             | Freilos         | Freilos       | Italien       | 45:34         | China                       | 45:38                       | Japan                | 36:45                | Silber        |
| Anton Borodatschow                                                          | Florett Einzel     | Freilos    | Freilos  | N. Itkin      | 11:15         | ausgeschieden   | ausgeschieden | ausgeschieden | ausgeschieden | ausgeschieden               | ausgeschieden               | ausgeschieden        | ausgeschieden        | ausgeschieden |
| Kirill Borodatschow                                                         | Florett Einzel     | Freilos    | Freilos  | Lee K.-h.     | 15:14         | N. Itkin        | 15:13         | C. Ka Long    | 14:15         | ausgeschieden               | ausgeschieden               | ausgeschieden        | ausgeschieden        | ausgeschieden |
| Wladislaw Mylnikow                                                          | Florett Einzel     | S. Heroui  | 15:6     | G. Meinhardt  | 15:11         | A. Abouelkassem | 12:15         | ausgeschieden | ausgeschieden | ausgeschieden               | ausgeschieden               | ausgeschieden        | ausgeschieden        | ausgeschieden |
| Anton Borodatschow Kirill Borodatschow Wladislaw Mylnikow Timur Safin       | Florett Mannschaft | —          | —        | —             | —             | Freilos         | Freilos       | Hongkong      | 45:39         | Vereinigte Staaten          | 45:41                       | Frankreich           | 28:45                | Silber        |
| Kamil Ibragimow                                                             | Säbel Einzel       | Freilos    | Freilos  | B. Wagner     | 15:13         | M. Szabo        | 15:13         | Kim J.-h.     | 11:15         | ausgeschieden               | ausgeschieden               | ausgeschieden        | ausgeschieden        | ausgeschieden |
| Konstantin Lochanow                                                         | Säbel Einzel       | Freilos    | Freilos  | Kim J.-h.     | 11:15         | ausgeschieden   | ausgeschieden | ausgeschieden | ausgeschieden | ausgeschieden               | ausgeschieden               | ausgeschieden        | ausgeschieden        | ausgeschieden |
| Weniamin Reschetnikow                                                       | Säbel Einzel       | Freilos    | Freilos  | Z. El-Sissy   | 13:15         | ausgeschieden   | ausgeschieden | ausgeschieden | ausgeschieden | ausgeschieden               | ausgeschieden               | ausgeschieden        | ausgeschieden        | ausgeschieden |
| Kamil Ibragimow Konstantin Lochanow Weniamin Reschetnikow Dmitri Danilenko  | Säbel Mannschaft   | —          | —        | —             | —             | Freilos         | Freilos       | Deutschland   | 28:45         | Ägypten                     | 41:45                       | Vereinigte Staaten   | kampflos             | 7             |

### Gewichtheben
| Athleten       | Wettbewerb               | Reißen                | Reißen                | Stoßen        | Stoßen        | Zweikampf     | Zweikampf     | Rang |
| Athleten       | Wettbewerb               | Gewicht               | Rang                  | Gewicht       | Rang          | Gewicht       | Rang          | Rang |
| -------------- | ------------------------ | --------------------- | --------------------- | ------------- | ------------- | ------------- | ------------- | ---- |
| Frauen         |                          |                       |                       |               |               |               |               |      |
| Kristina Sobol | Bantamgewicht bis 49 kg  | ohne gültigen Versuch | ohne gültigen Versuch | ausgeschieden | ausgeschieden | ausgeschieden | ausgeschieden | DNF  |
| Männer         |                          |                       |                       |               |               |               |               |      |
| Timur Nanijew  | Schwergewicht bis 109 kg | 188 kg                | 4                     | 221 kg        | 4             | 409 kg        | 4             | 4    |

### Handball
| Wettbewerb      | Frauen (Spiele/Tore) |
| --------------- | --- |
| Athleten        | Anna Sedoikina (8/0) Polina Kusnezowa (8/19) Polina Gorschkowa (8/9) Darja Dmitrijewa (8/33) Anna Sen (8/8) Anna Wjachirewa (8/43) Polina Wedjochina (8/28) Wladlena Bobrownikowa (7/9) Ksenija Makejewa (8/16) Jelena Michailitschenko (1/1) Olga Fomina (8/6) Jekaterina Iljina (8/35) Julija Managarowa (8/16) Antonina Skorobogattschenko (8/8) Wiktorija Kalinina (8/1) |
| Trainer         | Alexei Alexejew |
| P-Akkreditierte | Anastassija Lagina Darja Samochina |
| Gruppenphase    | Brasilien (24:24) Schweden (24:36) Ungarn (38:31) Frankreich (28:27) Spanien (34:31) |
| Viertelfinale   | Montenegro (32:26) |
| Halbfinale      | Norwegen (27:26) |
| Finale          | Frankreich (25:30) |
| Platzierung     | Silber |

### Judo
| Athleten             | Wettbewerb  | 1. Runde    | 1. Runde | 2. Runde       | 2. Runde | Achtelfinale       | Achtelfinale  | Viertelfinale      | Viertelfinale | Halbfinale / Trostrunde | Halbfinale / Trostrunde | Finale / Platz 3 | Finale / Platz 3 | Rang   |
| Athleten             | Wettbewerb  | Gegner      | Ergebnis | Gegner         | Ergebnis | Gegner             | Ergebnis      | Gegner             | Ergebnis      | Gegner                  | Ergebnis                | Gegner           | Ergebnis         | Rang   |
| -------------------- | ----------- | ----------- | -------- | -------------- | -------- | ------------------ | ------------- | ------------------ | ------------- | ----------------------- | ----------------------- | ---------------- | ---------------- | ------ |
| Frauen               |             |             |          |                |          |                    |               |                    |               |                         |                         |                  |                  |        |
| Irina Dolgowa        | bis 48 kg   | S. Bhatta   | 10:0     | —              | —        | Lin C.-h.          | 0s1:1s2       | ausgeschieden      | ausgeschieden | ausgeschieden           | ausgeschieden           | ausgeschieden    | ausgeschieden    | 9      |
| Natalja Kusjutina    | bis 52 kg   | K. Jimenez  | 10:0     | —              | —        | Park D.-s.         | 0s1:1         | ausgeschieden      | ausgeschieden | ausgeschieden           | ausgeschieden           | ausgeschieden    | ausgeschieden    | 9      |
| Darja Meschezkaja    | bis 57 kg   | Lu T.       | 1s1:10   | —              | —        | ausgeschieden      | ausgeschieden | ausgeschieden      | ausgeschieden | ausgeschieden           | ausgeschieden           | ausgeschieden    | ausgeschieden    | 17     |
| Darja Dawydowa       | bis 63 kg   | A. Barrios  | 0:10s1   | —              | —        | ausgeschieden      | ausgeschieden | ausgeschieden      | ausgeschieden | ausgeschieden           | ausgeschieden           | ausgeschieden    | ausgeschieden    | 17     |
| Madina Taimasowa     | bis 70 kg   | M. Bernabéu | 1s1:0    | —              | —        | M. Portela         | 10s2:0s3      | E. Teltsidou       | 10:0          | C. Arai                 | 0s2:10s1                | B. Matić         | 1s1:0s1          | Bronze |
| Alexandra Babinzewa  | bis 78 kg   | M. Branser  | 10s1:1s2 | —              | —        | L. Kuka            | 1s1:0         | S. Hamada          | 0s2:11s2      | M. Aguiar               | 0s3:10s1                | ausgeschieden    | ausgeschieden    | 7      |
| Männer               |             |             |          |                |          |                    |               |                    |               |                         |                         |                  |                  |        |
| Robert Mschwidobadse | bis 60 kg   | Freilos     | Freilos  | —              | —        | T. Tsjakadoea      | 0s1:1s2       | ausgeschieden      | ausgeschieden | ausgeschieden           | ausgeschieden           | ausgeschieden    | ausgeschieden    | 9      |
| Jakub Schamilow      | bis 66 kg   | S. Seidl    | 10s1:0s3 | —              | —        | W. Margwelaschwili | 0s1:1s1       | ausgeschieden      | ausgeschieden | ausgeschieden           | ausgeschieden           | ausgeschieden    | ausgeschieden    | 9      |
| Musa Moguschkow      | bis 73 kg   | Freilos     | Freilos  | R. Orucov      | 0s2:1s1  | ausgeschieden      | ausgeschieden | ausgeschieden      | ausgeschieden | ausgeschieden           | ausgeschieden           | ausgeschieden    | ausgeschieden    | 17     |
| Alan Chubezow        | bis 81 kg   | Freilos     | Freilos  | V. Zoloev      | 10s1:0s3 | A. Valois-Fortier  | 1s1:0s1       | M. Casse           | 0s3:10s1      | D. Ressel               | 0s1:10s1                | ausgeschieden    | ausgeschieden    | 7      |
| Michail Igolnikow    | bis 90 kg   | Freilos     | Freilos  | C. Dossou Yovo | 10s1:0s1 | M. Mehdiyev        | 1s1:0s2       | N. Sherazadishvili | 10:0s2        | L. Bekauri              | 0:1s2                   | K. Tóth          | 0s1:1s2          | 5      |
| Nijas Iljassow       | bis 100 kg  | Freilos     | Freilos  | —              | —        | M. Cirjenics       | 10s1:0s2      | J. Fonseca         | 0s2:1s2       | K.-R. Frey              | 1s1:0s1                 | W. Liparteliani  | 1s2:0            | Bronze |
| Tamerlan Baschajew   | über 100 kg | Freilos     | Freilos  | —              | —        | M. Ndiaye          | 10s1:0        | T. Riner           | 1s2:0s1       | G. Tuschischwili        | 1:11s1                  | J. Chammo        | 10:0             | Bronze |
| Mixed                |             |             |          |                |          |                    |               |                    |               |                         |                         |                  |                  |        |
|                      | Mixed Team  | —           | —        | —              | —        | Freilos            | Freilos       | Mongolei           | 4:2           | Japan                   | 0:4                     | Israel           | 1:4              | 5      |

### Kanu

#### Kanurennsport
| Athleten                                                                        | Wettbewerb | Vorlauf      | Vorlauf | Viertelfinale | Viertelfinale | Halbfinale    | Halbfinale    | Finale A/B    | Finale A/B    | Rang          |
| Athleten                                                                        | Wettbewerb | Zeit         | Rang    | Zeit          | Rang          | Zeit          | Rang          | Zeit          | Rang          | Rang          |
| ------------------------------------------------------------------------------- | ---------- | ------------ | ------- | ------------- | ------------- | ------------- | ------------- | ------------- | ------------- | ------------- |
| Frauen                                                                          |            |              |         |               |               |               |               |               |               |               |
| Irina Andrejewa                                                                 | C-1 200 m  | 48,192 s     | 5       | 46,637 s      | 2             | 49,147 s      | 7             | 48,930 s      | 7             | 15            |
| Olessja Romassenko                                                              | C-1 200 m  | 46,126 s     | 2       | —             | —             | 47,368 s      | 2             | 47,777 s      | 7             | 7             |
| Irina Andrejewa Olessja Romassenko                                              | C-2 500 m  | 2:05,604 min | 5       | 2:04,703 min  | 3             | 2:04,968 min  | 4             | 2:04,875 min  | 8             | 8             |
| Swetlana Tschernigowskaja                                                       | K-1 200 m  | 41,540 s     | 2       | —             | —             | 40,433 s      | 7             | 39,977 s      | 4             | 11            |
| Natalja Podolskaja                                                              | K-1 200 m  | 42,845 s     | 4       | 43,212 s      | 5             | ausgeschieden | ausgeschieden | ausgeschieden | ausgeschieden | ausgeschieden |
| Swetlana Tschernigowskaja                                                       | K-1 500 m  | 1:52,311 min | 5       | 1:49,323 min  | 1             | 1:56,066 min  | 8             | ausgeschieden | ausgeschieden | ausgeschieden |
| Kira Stepanowa                                                                  | K-1 500 m  | 1:55,180 min | 4       | 1:52,190 min  | 4             | ausgeschieden | ausgeschieden | ausgeschieden | ausgeschieden | ausgeschieden |
| Warwara Baranowa Kira Stepanowa                                                 | K-2 500 m  | 1:47,874 min | 2       | —             | —             | 1:42,069 min  | 7             | 1:44,054 min  | 7             | 15            |
| Swetlana Tschernigowskaja Natalja Podolskaja Anastassija Dolgowa Kira Stepanowa | K-4 500 m  | 1:39,166 min | 6       | 1:38,372 min  | 7             | ausgeschieden | ausgeschieden | 1:40,951 min  | 4             | 12            |
| Männer                                                                          |            |              |         |               |               |               |               |               |               |               |
| Wladislaw Tschebotar                                                            | C-1 1000 m | 4:28,951 min | 3       | 4:18,517 min  | 4             | ausgeschieden | ausgeschieden | ausgeschieden | ausgeschieden | ausgeschieden |
| Wiktor Melantjew                                                                | C-1 1000 m | 4:14,004 min | 5       | 4:11,095 min  | 3             | ausgeschieden | ausgeschieden | ausgeschieden | ausgeschieden | ausgeschieden |
| Wladislaw Tschebotar Wiktor Melantjew                                           | C-2 1000 m | 4:00,218 min | 4       | 4:09,956 min  | 5             | ausgeschieden | ausgeschieden | 3:30,406 min  | 1             | 9             |
| Jewgeni Lukanzow                                                                | K-1 200 m  | 35,157 s     | 3       | 35,184 s      | 2             | 36,036 s      | 6             | 36,369 s      | 4             | 12            |
| Oleg Gussew                                                                     | K-1 200 m  | 35,928 s     | 3       | 35,581 s      | 3             | ausgeschieden | ausgeschieden | ausgeschieden | ausgeschieden | ausgeschieden |
| Roman Anoschkin                                                                 | K-1 1000 m | 3:50,580 min | 6       | 3:45,712 min  | 3             | ausgeschieden | ausgeschieden | ausgeschieden | ausgeschieden | ausgeschieden |
| Maxim Spessiwzew                                                                | K-1 1000 m | 3:42,888 min | 4       | 3:44,136 min  | 1             | 3:27,372 min  | 7             | 3:27,909 min  | 5             | 13            |
| Roman Anoschkin Maxim Spessiwzew                                                | K-2 1000 m | 3:20,610 min | 3       | 3:14,045 min  | 4             | ausgeschieden | ausgeschieden | 3:19,680 min  | 1             | 9             |
| Roman Anoschkin Artjom Kusachmetow Alexander Sergejew Maxim Spessiwzew          | K-4 500 m  | 1:30,763 min | 4       | 1:25,564 min  | 6             | 1:24,340 min  | 4             | 1:23,654 min  | 4             | 4             |

#### Kanuslalom
| Athleten      | Wettbewerb | Vorlauf  | Vorlauf | Halbfinale    | Halbfinale    | Finale        | Finale        | Rang |
| Athleten      | Wettbewerb | Zeit     | Rang    | Zeit          | Rang          | Zeit          | Rang          | Rang |
| ------------- | ---------- | -------- | ------- | ------------- | ------------- | ------------- | ------------- | ---- |
| Frauen        |            |          |         |               |               |               |               |      |
| Alsu Minasowa | K-1        | 115,39 s | 20      | 120,66 s      | 17            | ausgeschieden | ausgeschieden | 17   |
| Alsu Minasowa | C-1        | 118,45 s | 14      | 135,80 s      | 14            | ausgeschieden | ausgeschieden | 14   |
| Männer        |            |          |         |               |               |               |               |      |
| Pawel Eigel   | K-1        | 92,82 s  | 9       | 151,41 s      | 20            | ausgeschieden | ausgeschieden | 20   |
| Pawel Eigel   | C-1        | 119,60 s | 18      | ausgeschieden | ausgeschieden | ausgeschieden | ausgeschieden | 18   |

### Leichtathletik
Laufen und Gehen 
| Athleten          | Wettbewerb   | Runde 1 | Runde 1 | Halbfinale    | Halbfinale    | Finale        | Finale        | Rang          |
| Athleten          | Wettbewerb   | Zeit    | Rang    | Zeit          | Rang          | Zeit          | Rang          | Rang          |
| ----------------- | ------------ | ------- | ------- | ------------- | ------------- | ------------- | ------------- | ------------- |
| Frauen            |              |         |         |               |               |               |               |               |
| Elwira Chassanowa | 20 km Gehen  | —       | —       | —             | —             | 1:31:58 h     | 16            | 16            |
| Männer            |              |         |         |               |               |               |               |               |
| Sergei Schubenkow | 110 m Hürden | DNS     | DNS     | ausgeschieden | ausgeschieden | ausgeschieden | ausgeschieden | ausgeschieden |
| Wassili Misinow   | 20 km Gehen  | —       | —       | —             | —             | DSQ           | DSQ           | DSQ           |

 Springen und Werfen 
| Athleten            | Wettbewerb     | Qualifikation | Qualifikation | Finale        | Finale        | Rang          |
| Athleten            | Wettbewerb     | Weite/Höhe    | Rang          | Weite/Höhe    | Rang          | Rang          |
| ------------------- | -------------- | ------------- | ------------- | ------------- | ------------- | ------------- |
| Frauen              |                |               |               |               |               |               |
| Marija Lassizkene   | Hochsprung     | 1,95 m        | 9             | 2,04 m        | 1             | Gold          |
| Anschelika Sidorowa | Stabhochsprung | 4,55 m        | 1             | 4,85 m        | 2             | Silber        |
| Darja Klischina     | Weitsprung     | ogV           | ogV           | ausgeschieden | ausgeschieden | ausgeschieden |
| Männer              |                |               |               |               |               |               |
| Michail Akimenko    | Hochsprung     | 2,28 m        | 1             | 2,33 m        | 6             | 6             |
| Ilja Iwanjuk        | Hochsprung     | 2,28 m        | 6             | 2,30 m        | 9             | 9             |
| Waleri Pronkin      | Hammerwurf     | 75,80 m       | 11            | 76,72 m       | 8             | 8             |

 Mehrkampf 
| Athleten         | 100 m   | 100 m | Weitsprung | Weitsprung | Kugelstoßen | Kugelstoßen | Hochsprung | Hochsprung | 400 m   | 400 m | 110 m Hürden | 110 m Hürden | Diskuswurf | Diskuswurf | Stabhochsprung | Stabhochsprung | Speerwurf | Speerwurf | 1500 m      | 1500 m | Punkte | Rang |
| Athleten         | Zeit    | Pkte. | Weite      | Pkte.      | Weite       | Pkte.       | Höhe       | Pkte.      | Zeit    | Pkte. | Zeit         | Pkte.        | Weite      | Pkte.      | Höhe           | Pkte.          | Weite     | Pkte.     | Zeit        | Pkte.  | Punkte | Rang |
| ---------------- | ------- | ----- | ---------- | ---------- | ----------- | ----------- | ---------- | ---------- | ------- | ----- | ------------ | ------------ | ---------- | ---------- | -------------- | -------------- | --------- | --------- | ----------- | ------ | ------ | ---- |
| Zehnkampf Männer |         |       |            |            |             |             |            |            |         |       |              |              |            |            |                |                |           |           |             |        |        |      |
| Ilja Schkurenjow | 10,93 s | 876   | 7,59 m     | 957        | 14,95 m     | 787         | 1,99 m     | 794        | 48,98 s | 862   | 14,43 s      | 920          | 47,02 m    | 809        | 5,10 m         | 941            | 60,95 m   | 752       | 4:34,62 min | 715    | 8413   | 8    |

### Moderner Fünfkampf
| Athleten            | Fechten | Fechten | Schwimmen   | Schwimmen | Reiten  | Reiten | Combined     | Combined | Punkte | Rang |
| Athleten            | Bilanz  | Punkte  | Zeit        | Punkte    | Zeit    | Punkte | Zeit         | Punkte   | Punkte | Rang |
| ------------------- | ------- | ------- | ----------- | --------- | ------- | ------ | ------------ | -------- | ------ | ---- |
| Frauen              |         |         |             |           |         |        |              |          |        |      |
| Uljana Bataschowa   | 23+1    | 239     | 2:11,14 min | 288       | 77,61 s | 293    | 12:59,27 min | 521      | 1341   | 9    |
| Gulnas Gubaidullina | 14+0    | 184     | 2:07,31 min | 296       | E       | 0      | 12:07,58 min | 573      | 1053   | 32   |
| Männer              |         |         |             |           |         |        |              |          |        |      |
| Alexander Lifanow   | 25+1    | 251     | 2:05,60 min | 299       | 79,02 s | 279    | 11:19,18 min | 621      | 1450   | 10   |

### Radsport

#### Bahn
| Athleten                                           | Wettbewerb | Qualifikation | Qualifikation | Finals            | Finals        | Rang   |
| Athleten                                           | Wettbewerb | Zeit          | Rang          | Zeit/Punkte       | Rang          | Rang   |
| -------------------------------------------------- | ---------- | ------------- | ------------- | ----------------- | ------------- | ------ |
| Frauen                                             |            |               |               |                   |               |        |
| Darja Schmeljowa                                   | Sprint     | 10,667 s      | 12            | ausgeschieden     | ausgeschieden | 10     |
| Anastassija Woinowa                                | Sprint     | 10,669 s      | 13            | ausgeschieden     | ausgeschieden | 19     |
| Gulnas Chatunzewa Marija Nowolodskaja              | Madison    | —             | —             | 26                | 3             | Bronze |
| Darja Schmeljowa Anastassija Woinowa               | Teamsprint | 32,476 s      | 4             | 32,252 s          | 3             | Bronze |
| Männer                                             |            |               |               |                   |               |        |
| Denis Dmitrijew                                    | Sprint     | 9,331 s       | 5             | +0,486 s +0,015 s | 4             | 4      |
| Pawel Jakuschewski                                 | Sprint     | 9,723 s       | 25            | ausgeschieden     | ausgeschieden | 25     |
| Denis Dmitrijew Iwan Gladyschew Pawel Jakuschewski | Teamsprint | 43,097 s      | 6             | DSQ               | DSQ           | 6      |

Keirin
| Athleten            | Wettbewerb | 1. Runde | Hoffnungslauf | Viertelfinale | Halbfinale    | Finale        | Rang          |
| Athleten            | Wettbewerb | Rang     | Rang          | Rang          | Rang          | Rang          | Rang          |
| ------------------- | ---------- | -------- | ------------- | ------------- | ------------- | ------------- | ------------- |
| Frauen              |            |          |               |               |               |               |               |
| Darja Schmeljowa    | Keirin     | 2        | —             | 3             | 4             | 4             | 10            |
| Anastassija Woinowa | Keirin     | 3        | 3             | ausgeschieden | ausgeschieden | ausgeschieden | ausgeschieden |
| Männer              |            |          |               |               |               |               |               |
| Denis Dmitrijew     | Keirin     | 2        | —             | 6             | ausgeschieden | ausgeschieden | ausgeschieden |
| Iwan Gladyschew     | Keirin     | 6        | 4             | ausgeschieden | ausgeschieden | ausgeschieden | ausgeschieden |

Omnium
| Frauen              |        |    |    |    |    |    |    |   |    |    |    |
| Marija Nowolodskaja | Omnium | 18 | 12 | 10 | 16 | 18 | 12 | 4 | 12 | 50 | 15 |

#### Straße
| Athleten          | Wettbewerb       | Zeit         | Rang |
| ----------------- | ---------------- | ------------ | ---- |
| Frauen            |                  |              |      |
| Tamara Dronowa    | Straßenrennen    | 4:01:08 h    | 39   |
| Männer            |                  |              |      |
| Ilnur Sakarin     | Straßenrennen    | DNF          | –    |
| Pawel Siwakow     | Straßenrennen    | 6:13:17 h    | 32   |
| Alexander Wlassow | Straßenrennen    | 6:16:42 h    | 59   |
| Alexander Wlassow | Einzelzeitfahren | 58:55,40 min | 20   |

#### Mountainbike
| Athleten            | Wettbewerb    | Zeit      | Rang |
| ------------------- | ------------- | --------- | ---- |
| Frauen              |               |           |      |
| Wiktorija Kirsanowa | Cross-Country | LAP       | —    |
| Männer              |               |           |      |
| Anton Sinzow        | Cross-Country | 1:27:41 h | 11   |

#### BMX
| Athleten               | Wettbewerb | Viertelfinale | Viertelfinale | Halbfinale    | Halbfinale    | Finale        | Finale        | Rang |
| Athleten               | Wettbewerb | Punkte        | Rang          | Punkte        | Rang          | Zeit          | Rang          | Rang |
| ---------------------- | ---------- | ------------- | ------------- | ------------- | ------------- | ------------- | ------------- | ---- |
| Frauen                 |            |               |               |               |               |               |               |      |
| Natalja Afremowa       | BMX-Rennen | 12            | 4             | 15            | 5             | ausgeschieden | ausgeschieden | 13   |
| Natalja Suworowa       | BMX-Rennen | 14            | 5             | ausgeschieden | ausgeschieden | ausgeschieden | ausgeschieden | 19   |
| Männer                 |            |               |               |               |               |               |               |      |
| Jewgeni Kleschtschenko | BMX-Rennen | 17            | 6             | ausgeschieden | ausgeschieden | ausgeschieden | ausgeschieden | 23   |

| Athleten               | Wettbewerb | Qualifikation | Qualifikation | Finale | Finale |
| Athleten               | Wettbewerb | Punkte        | Rang          | Punkte | Rang   |
| ---------------------- | ---------- | ------------- | ------------- | ------ | ------ |
| Frauen                 |            |               |               |        |        |
| Jelisaweta Possadskich | Freestyle  | 51,30         | 9             | 63,00  | 9      |
| Männer                 |            |               |               |        |        |
| Irek Risajew           | Freestyle  | 81,25         | 5             | 82,40  | 6      |

### Reiten

#### Dressurreiten
| Athleten                                                                                        | Wettbewerb | Prozent    | Prozent       | Rang |
| Athleten                                                                                        | Wettbewerb | Grand Prix | GP Kür        | Rang |
| ----------------------------------------------------------------------------------------------- | ---------- | ---------- | ------------- | ---- |
| Tatjana Kosterina mit Diavolessa                                                                | Einzel     | 63,866 %   | ausgeschieden | 54   |
| Alexandra Maxakowa mit Bojengels                                                                | Einzel     | 63,898 %   | ausgeschieden | 53   |
| Inessa Merkulowa mit Mister X                                                                   | Einzel     | 69,457 %   | ausgeschieden | 31   |
| Tatjana Kosterina mit Diavolessa Alexandra Maxakowa mit Bojengels Inessa Merkulowa mit Mister X | Mannschaft | 6350,5     | ausgeschieden | 12   |

#### Vielseitigkeitsreiten
| Athleten                           | Wettbewerb | Minuspunkte Dressur | Minuspunkte Gelände | Minuspunkte Springen | Minuspunkte Springen | Minuspunkte Gesamt | Rang |
| ---------------------------------- | ---------- | ------------------- | ------------------- | -------------------- | -------------------- | ------------------ | ---- |
| Andrei Mitin mit Gurza             | Einzel     | 36,10               | 66,10               | 26,00                | ausgeschieden        | 92,10              | 38   |
| Michail Nastenko mit MP Imagine If | Einzel     | 43,00               | 76,40               | 14,40                | ausgeschieden        | 133,80             | 43   |

### Ringen

#### Freier Stil
Legende: G = Gewonnen, V = Verloren, S = Schultersieg
| Athleten               | Wettbewerb        | Achtelfinale  | Achtelfinale | Viertelfinale      | Viertelfinale | Halbfinale       | Halbfinale    | Hoffnungsrunde Halbfinale | Hoffnungsrunde Halbfinale | Hoffnungsrunde Finale | Hoffnungsrunde Finale | Finale            | Finale        | Rang   |
| Athleten               | Wettbewerb        | Gegner        | Ergebnis     | Gegner             | Ergebnis      | Gegner           | Ergebnis      | Gegner                    | Ergebnis                  | Gegner                | Ergebnis              | Gegner            | Ergebnis      | Rang   |
| ---------------------- | ----------------- | ------------- | ------------ | ------------------ | ------------- | ---------------- | ------------- | ------------------------- | ------------------------- | --------------------- | --------------------- | ----------------- | ------------- | ------ |
| Frauen                 |                   |               |              |                    |               |                  |               |                           |                           |                       |                       |                   |               |        |
| Stalwira Orschusch     | Klasse bis 50 kg  | M. Stadnik    | V 7:11       | ausgeschieden      | ausgeschieden | ausgeschieden    | ausgeschieden | ausgeschieden             | ausgeschieden             | ausgeschieden         | ausgeschieden         | ausgeschieden     | ausgeschieden | 10     |
| Olga Choroschawzewa    | Klasse bis 53 kg  | J. Winchester | V 4:7        | ausgeschieden      | ausgeschieden | ausgeschieden    | ausgeschieden | ausgeschieden             | ausgeschieden             | ausgeschieden         | ausgeschieden         | ausgeschieden     | ausgeschieden | 10     |
| Walerija Koblowa       | Klasse bis 57 kg  | A. Valencia   | G 5:2        | I. Kuratschkina    | V 3:6         | ausgeschieden    | ausgeschieden | Anshu M.                  | G 5:1                     | E. Nikolowa           | V 0:5S                | ausgeschieden     | ausgeschieden | 5      |
| Ljubow Owtscharowa     | Klasse bis 62 kg  | Y. Kawai      | V 0:10       | ausgeschieden      | ausgeschieden | ausgeschieden    | ausgeschieden | H. Johansson              | G 8:7                     | T. Jussein            | V 0:10                | ausgeschieden     | ausgeschieden | 5      |
| Chanum Welijewa        | Klasse bis 68 kg  | D. Lappage    | G 7:0        | Sorondsonboldyn B. | V 5:8         | ausgeschieden    | ausgeschieden | ausgeschieden             | ausgeschieden             | ausgeschieden         | ausgeschieden         | ausgeschieden     | ausgeschieden | 8      |
| Natalja Worobjowa      | Klasse bis 76 kg  | S. Amer       | G 16:12      | A. Medet Kyzy      | V 0:12        | ausgeschieden    | ausgeschieden | ausgeschieden             | ausgeschieden             | ausgeschieden         | ausgeschieden         | ausgeschieden     | ausgeschieden | 7      |
| Männer                 |                   |               |              |                    |               |                  |               |                           |                           |                       |                       |                   |               |        |
| Saur Ugujew            | Klasse bis 57 kg  | T. Gilman     | G 5:4        | G. Abdullayev      | G 6:6         | R. Atrinagharchi | G 8:3         | —                         | —                         | —                     | —                     | Ravi K.           | G 7:4         | Gold   |
| Gadschimurad Raschidow | Klasse bis 65 kg  | W. Tewanjan   | G 6:0        | M. Gadżijew        | G 6:2         | T. Otoguro       | V 2:3         | —                         | —                         | I. Muszukajev         | G 5:0                 | ausgeschieden     | ausgeschieden | Bronze |
| Saurbek Sidakow        | Klasse bis 74 kg  | A. Midana     | G 12:2       | B. Abdurahmonov    | G 13:6        | D. Kaisanow      | G 11:0        | —                         | —                         | —                     | —                     | M. Kadsimahamedau | G 7:0         | Gold   |
| Artur Naifonow         | Klasse bis 86 kg  | B. Makojev    | G 6:0        | O. Göçen           | G 12:1        | H. Yazdani       | V 1:7         | —                         | —                         | J. Shapiyev           | G 2:0                 | ausgeschieden     | ausgeschieden | Bronze |
| Abdulraschid Sadulajew | Klasse bis 97 kg  | Ş. Şərifov    | G 5:0        | E. Odikadse        | G 10:0        | R. Salas         | G 4:0         | —                         | —                         | —                     | —                     | K. Snyder         | G 6:3         | Gold   |
| Sergei Kosyrew         | Klasse bis 125 kg | Deng Z.       | V 1:4        | ausgeschieden      | ausgeschieden | ausgeschieden    | ausgeschieden | ausgeschieden             | ausgeschieden             | ausgeschieden         | ausgeschieden         | ausgeschieden     | ausgeschieden | 11     |

#### Griechisch-römischer Stil
Legende: G = Gewonnen, V = Verloren, S = Schultersieg
| Athleten               | Wettbewerb        | Achtelfinale | Achtelfinale | Viertelfinale | Viertelfinale | Halbfinale    | Halbfinale    | Hoffnungsrunde Halbfinale | Hoffnungsrunde Halbfinale | Hoffnungsrunde Finale | Hoffnungsrunde Finale | Finale        | Finale        | Rang   |
| Athleten               | Wettbewerb        | Gegner       | Ergebnis     | Gegner        | Ergebnis      | Gegner        | Ergebnis      | Gegner                    | Ergebnis                  | Gegner                | Ergebnis              | Gegner        | Ergebnis      | Rang   |
| ---------------------- | ----------------- | ------------ | ------------ | ------------- | ------------- | ------------- | ------------- | ------------------------- | ------------------------- | --------------------- | --------------------- | ------------- | ------------- | ------ |
| Männer                 |                   |              |              |               |               |               |               |                           |                           |                       |                       |               |               |        |
| Sergei Jemelin         | Klasse bis 60 kg  | H. Mahmoud   | G 7:6        | L. Orta       | V 3:4         | ausgeschieden | ausgeschieden | I. Hafizov                | G 7:1                     | V. Ciobanu            | G 12:1                | ausgeschieden | ausgeschieden | Bronze |
| Artjom Surkow          | Klasse bis 67 kg  | A. Sancho    | G 10:4       | P. Nassibow   | V 1:1         | ausgeschieden | ausgeschieden | F. Bjerrehuus             | G 7:0                     | M. I. El-Sayed        | V 1:1                 | ausgeschieden | ausgeschieden | 5      |
| Alexander Tschechirkin | Klasse bis 77 kg  | A. Leyva     | G 7:0        | K. Tschaljan  | V 1:2         | ausgeschieden | ausgeschieden | ausgeschieden             | ausgeschieden             | ausgeschieden         | ausgeschieden         | ausgeschieden | ausgeschieden | 7      |
| Mussa Jewlojew         | Klasse bis 97 kg  | G. Melia     | G 3:1        | A. Szőke      | G 6:2         | T. Michalik   | G 7:1         | —                         | —                         | —                     | —                     | A. Aleksanjan | G 5:1         | Gold   |
| Sergei Semjonow        | Klasse bis 130 kg | A. Mohamed   | G 3:1        | I. Kadschaia  | V 1:3         | ausgeschieden | ausgeschieden | E. Kuosmanen              | G 11:0                    | Y. Acosta             | G 1:1                 | ausgeschieden | ausgeschieden | Bronze |

### Rudern
| Athleten                                      | Wettbewerb                  | Vorlauf     | Vorlauf | Vorlauf       | Hoffnungslauf/Viertelfinale | Hoffnungslauf/Viertelfinale | Hoffnungslauf/Viertelfinale | Halbfinale  | Halbfinale | Halbfinale    | Finale      | Finale | Rang   |
| Athleten                                      | Wettbewerb                  | Zeit        | Platz   | Qualifikation | Zeit                        | Platz                       | Qualifikation               | Zeit        | Platz      | Qualifikation | Zeit        | Platz  | Rang   |
| --------------------------------------------- | --------------------------- | ----------- | ------- | ------------- | --------------------------- | --------------------------- | --------------------------- | ----------- | ---------- | ------------- | ----------- | ------ | ------ |
| Frauen                                        |                             |             |         |               |                             |                             |                             |             |            |               |             |        |        |
| Hanna Prakatsen                               | Einer                       | 7:48,74 min | 1       | Viertelfinale | 7:49,64 min                 | 1                           | Halbfinale A/B              | 7:23,61 min | 1          | Finale A      | 7:17,39 min | 2      | Silber |
| Jekaterina Pitirimowa Jekaterina Kurotschkina | Doppelzweier                | 7:03,96 min | 4       | Hoffnungslauf | 7:13,77 min                 | 1                           | Halbfinale                  | 7:24,37 min | 6          | Finale B      | 7:01,83 min | 6      | 12     |
| Anastassija Lebedewa Marija Botalowa          | Leichtgewichts-Doppelzweier | 7:07,67 min | 3       | Hoffnungslauf | 7:22,72 min                 | 2                           | Halbfinale                  | 6:45,23 min | 4          | Finale B      | 6:51,65 min | 3      | 9      |
| Wassilissa Stepanowa Jelena Orjabinskaja      | Zweier ohne Steuerfrau      | 7:23,39 min | 2       | Halbfinale    | –                           | –                           | –                           | 6:50,24 min | 2          | Finale A      | 6:51,45 min | 2      | Silber |
| Männer                                        |                             |             |         |               |                             |                             |                             |             |            |               |             |        |        |
| Alexander Wjasowkin                           | Einer                       | 7:14,95 min | 2       | Viertelfinale | 7:20,04 min                 | 3                           | Halbfinale A/B              | 6:44,56 min | 3          | Finale A      | 6:49,09 min | 5      | 5      |
| Ilja Kondratjew Andrei Potapkin               | Doppelzweier                | 6:16,09 min | 3       | Halbfinale    | –                           | –                           | –                           | 6:26,58 min | 4          | Finale B      | 6:13,73 min | 1      | 7      |

### Rugby
| Wettbewerb         | Frauen |
| ------------------ | --- |
| Athleten           | Anna Barantschuk Baisat Chamidowa Jana Danilowa Marina Kukina Darja Luschina Darja Norizina Marija Pogrebnjak Darja Schestakowa Jelena Sdrokowa Kristina Seredina Nadeschda Sosonowa Aljona Tiron |
| Trainer            | Andrei Kusin |
| Gruppenphase       | Großbritannien (12:14) Kenia (35:12) Neuseeland (0:33) |
| Viertelfinale      | Neuseeland (0:36) |
| Halbfinale         | ausgeschieden |
| Finale             | ausgeschieden |
| Platzierungsspiele | Australien (7:35) China (10:22) |
| Platzierung        | 8 |

### Schießen
| Athleten                                    | Wettbewerb                                     | Qualifikation   | Qualifikation | Finale          | Finale        | Ringe/ Scheiben | Rang   |
| Athleten                                    | Wettbewerb                                     | Ringe/ Scheiben | Rang          | Ringe/ Scheiben | Rang          | Ringe/ Scheiben | Rang   |
| ------------------------------------------- | ---------------------------------------------- | --------------- | ------------- | --------------- | ------------- | --------------- | ------ |
| Frauen                                      |                                                |                 |               |                 |               |                 |        |
| Anastassija Galaschina                      | Luftgewehr 10 Meter                            | 628,5           | 8             | 251,1           | 2             | 879,6           | Silber |
| Julija Karimowa                             | Luftgewehr 10 Meter                            | 627,1           | 13            | ausgeschieden   | ausgeschieden | 627,1           | 13     |
| Julija Karimowa                             | Kleinkalibergewehr Dreistellungskampf 50 Meter | 1177            | 4             | 450,3           | 3             | 1627,3          | Bronze |
| Julija Sykowa                               | Kleinkalibergewehr Dreistellungskampf 50 Meter | 1182            | 1             | 461,9           | 2             | 1643,9          | Silber |
| Witalina Bazaraschkina                      | Luftpistole 10 Meter                           | 582             | 3             | 240,3           | 1             | 822,3           | Gold   |
| Margarita Tschernoussowa                    | Luftpistole 10 Meter                           | 565             | 35            | ausgeschieden   | ausgeschieden | 565             | 35     |
| Witalina Bazaraschkina                      | Sportpistole 25 Meter                          | 586             | 3             | 38 (+4)         | 1             | 624             | Gold   |
| Margarita Tschernoussowa                    | Sportpistole 25 Meter                          | 580             | 19            | ausgeschieden   | ausgeschieden | 580             | 19     |
| Silja Batyrschina                           | Skeet                                          | 117             | 15            | ausgeschieden   | ausgeschieden | 117             | 15     |
| Natalja Winogradowa                         | Skeet                                          | 120             | 6             | 17              | 6             | 137             | 6      |
| Darja Semjanowa                             | Trap                                           | 116             | 15            | ausgeschieden   | ausgeschieden | 116             | 15     |
| Jekaterina Subbotina                        | Trap                                           | 116             | 17            | ausgeschieden   | ausgeschieden | 116             | 17     |
| Männer                                      |                                                |                 |               |                 |               |                 |        |
| Sergei Kamenski                             | Luftgewehr 10 Meter                            | 628,7           | 10            | ausgeschieden   | ausgeschieden | 628,7           | 10     |
| Wladimir Maslennikow                        | Luftgewehr 10 Meter                            | 629,8           | 6             | 123,0           | 8             | 752,8           | 8      |
| Sergei Kamenski                             | Kleinkalibergewehr Dreistellungskampf 50 Meter | 1183            | 1             | 464,2           | 2             | 1647,2          | Silber |
| Wadim Muchametjanow                         | Luftpistole 10 Meter                           | 573             | 23            | ausgeschieden   | ausgeschieden | 573             | 23     |
| Artjom Tschernoussow                        | Luftpistole 10 Meter                           | 577             | 11            | ausgeschieden   | ausgeschieden | 577             | 11     |
| Leonid Jekimow                              | Schnellfeuerpistole 25 Meter                   | 578             | 11            | ausgeschieden   | ausgeschieden | 578             | 11     |
| Alexei Alipow                               | Trap                                           | 122             | 8             | ausgeschieden   | ausgeschieden | 122             | 8      |
| Mixed                                       |                                                |                 |               |                 |               |                 |        |
| Sergei Kamenski Julija Karimowa             | Luftgewehr 10 Meter                            | 628,9           | 6             | 417,1 17:9      | 3             | 1046            | Bronze |
| Wladimir Maslennikow Anastassija Galaschina | Luftgewehr 10 Meter                            | 629,8           | 4             | 417,0           | 5             | 1046,8          | 5      |
| Artjom Tschernoussow Witalina Bazaraschkina | Luftpistole 10 Meter                           | 581             | 2             | 386 14:16       | 2             | 967             | Silber |
| Anton Aristarchow Margarita Tschernoussowa  | Luftpistole 10 Meter                           | 566             | 15            | ausgeschieden   | ausgeschieden | 566             | 15     |
| Alexei Alipow Darja Semjanowa               | Trap                                           | 142             | 11            | ausgeschieden   | ausgeschieden | 142             | 11     |
| Maxim Kabazki Jekaterina Subbotina          | Trap                                           | 139             | 14            | ausgeschieden   | ausgeschieden | 139             | 14     |

### Schwimmen
| Athleten | Wettbewerb          | Vorlauf      | Vorlauf | Halbfinale    | Halbfinale    | Finale        | Finale        | Rang   |
| Athleten | Wettbewerb          | Zeit         | Rang    | Zeit          | Rang          | Zeit          | Rang          | Rang   |
| --- | ------------------- | ------------ | ------- | ------------- | ------------- | ------------- | ------------- | ------ |
| Frauen |                     |              |         |               |               |               |               |        |
| Marija Kamenewa | 50 m Freistil       | 24,83 s      | 19      | ausgeschieden | ausgeschieden | ausgeschieden | ausgeschieden | 19     |
| Arina Surkowa | 50 m Freistil       | 24,52 s      | 9       | 24,57 s       | 10            | ausgeschieden | ausgeschieden | 10     |
| Marija Kamenewa | 100 m Freistil      | 53,92 s      | 20      | ausgeschieden | ausgeschieden | ausgeschieden | ausgeschieden | 20     |
| Weronika Andrussenko | 200 m Freistil      | 1:59,17 min  | 21      | ausgeschieden | ausgeschieden | ausgeschieden | ausgeschieden | 21     |
| Walerija Salamatina | 200 m Freistil      | 1:58,33 min  | 16      | 1:58,98 min   | 15            | ausgeschieden | ausgeschieden | 15     |
| Anna Jegorowa | 400 m Freistil      | 4:08,24 min  | 15      | —             | —             | ausgeschieden | ausgeschieden | 15     |
| Anastassija Kirpitschnikowa | 400 m Freistil      | 4:08,01 min  | 14      | —             | —             | ausgeschieden | ausgeschieden | 14     |
| Anna Jegorowa | 800 m Freistil      | DNS          | –       | —             | —             | ausgeschieden | ausgeschieden | –      |
| Anastassija Kirpitschnikowa | 800 m Freistil      | 8:18,77 min  | 5       | —             | —             | 8:26,30 min   | 8             | 8      |
| Anastassija Kirpitschnikowa | 1500 m Freistil     | 15:50,22 min | 8       | —             | —             | 16:00,38 min  | 7             | 7      |
| Jewgenija Tschikunowa | 100 m Brust         | 1:06,16 min  | 6       | 1:06,47 min   | 6             | 1:05,90 min   | 4             | 4      |
| Julija Jefimowa | 100 m Brust         | 1:06,21 min  | 8       | 1:06,34 min   | 5             | 1:06,02 min   | 5             | 5      |
| Jewgenija Tschikunowa | 200 m Brust         | 2:22,16 min  | 3       | 2:20,57 min   | 2             | 2:20,88 min   | 4             | 4      |
| Marija Temnikowa | 200 m Brust         | 2:23,13 min  | 7       | 2:24,69 min   | 11            | ausgeschieden | ausgeschieden | 11     |
| Anastassija Fessikowa | 100 m Rücken        | 59,92 s      | 13      | 1:00,20 min   | 14            | ausgeschieden | ausgeschieden | 14     |
| Marija Kamenewa | 100 m Rücken        | 59,88 s      | 10      | 59,49 s       | 10            | ausgeschieden | ausgeschieden | 10     |
| Darja K. Ustinowa | 200 m Rücken        | 2:13,72 min  | 22      | ausgeschieden | ausgeschieden | ausgeschieden | ausgeschieden | 22     |
| Arina Surkowa | 100 m Schmetterling | 58,02 s      | 14      | 57,72 s       | 14            | ausgeschieden | ausgeschieden | 14     |
| Swetlana Tschimrowa | 100 m Schmetterling | 58,04 s      | 15      | 57,54 s       | 11            | ausgeschieden | ausgeschieden | 11     |
| Swetlana Tschimrowa | 200 m Schmetterling | 2:08,84 min  | 6       | 2:08,62 min   | 7             | 2:07,70 min   | 5             | 5      |
| Darja S. Ustinowa Arina Surkowa Jelisaweta Klewanowitsch Weronika Andrussenko                                                                  | 4 × 100 m Freistil  | 3:38,25 min  | 11      | —             | —             | ausgeschieden | ausgeschieden | 11     |
| Anna Jegorowa Walerija Salamatina Weronika Andrussenko Anastassija Guschenkowa                                                                 | 4 × 200 m Freistil  | 7:52,04 min  | 5       | —             | —             | 7:52,15 min   | 5             | 5      |
| Marija Kamenewa Jewgenija Tschikunowa Swetlana Tschimrowa Arina Surkowa Anastassija Fessikowa Julija Jefimowa                                  | 4 × 100 m Lagen     | 3:57,36 min  | 7       | —             | —             | 3:56,93 min   | 7             | 7      |
| Anastassija Kirpitschnikowa | 10 km Freiwasser    | —            | —       | —             | —             | 2:03:17,5 h   | 15            | 15     |
| Männer |                     |              |         |               |               |               |               |        |
| Kliment Kolesnikow | 50 m Freistil       | 21,88 s      | 10      | 21,82 s       | 9             | ausgeschieden | ausgeschieden | 9      |
| Wladimir Morosow | 50 m Freistil       | 21,92 s      | 12      | 22,25 s       | 16            | ausgeschieden | ausgeschieden | 16     |
| Kliment Kolesnikow | 100 m Freistil      | 47,89 s      | 5       | 47,11 s       | 1             | 47,44 s       | 3             | Bronze |
| Andrei Minakow | 100 m Freistil      | 48,00 s      | 7       | 48,03 s       | 10            | ausgeschieden | ausgeschieden | 10     |
| Iwan Girjow | 200 m Freistil      | 1:47,11 min  | 22      | ausgeschieden | ausgeschieden | ausgeschieden | ausgeschieden | 22     |
| Martin Maljutin | 200 m Freistil      | 1:45,50 min  | 6       | 1:45,45 min   | 5             | 1:45,01 min   | 5             | 5      |
| Alexander Jegorow | 400 m Freistil      | 3:47,71 min  | 17      | —             | —             | ausgeschieden | ausgeschieden | 17     |
| Martin Maljutin | 400 m Freistil      | 3:49,49 min  | 22      | —             | —             | ausgeschieden | ausgeschieden | 22     |
| Ilja Druschinin | 800 m Freistil      | 8:01,47 min  | 30      | —             | —             | ausgeschieden | ausgeschieden | 30     |
| Alexander Jegorow | 800 m Freistil      | 7:49,97 min  | 13      | —             | —             | ausgeschieden | ausgeschieden | 13     |
| Alexander Jegorow | 1500 m Freistil     | 15:06,55 min | 19      | —             | —             | ausgeschieden | ausgeschieden | 19     |
| Kirill Martynytschew | 1500 m Freistil     | 14:52,66 min | 8       | —             | —             | 15:01,18 min  | 6             | 6      |
| Kirill Prigoda | 100 m Brust         | 59,68 s      | 16      | 59,44 s       | 11            | ausgeschieden | ausgeschieden | 11     |
| Anton Tschupkow | 100 m Brust         | 59,55 s      | 15      | 59,93 s       | 16            | ausgeschieden | ausgeschieden | 16     |
| Kirill Prigoda | 200 m Brust         | 2:09,21 min  | 9       | 2:08,88 min   | 9             | ausgeschieden | ausgeschieden | 9      |
| Anton Tschupkow | 200 m Brust         | 2:08,54 min  | 5       | 2:08,54 min   | 7             | 2:07,24 min   | 4             | 4      |
| Kliment Kolesnikow | 100 m Rücken        | 52,15 s      | 1       | 52,29 s       | 2             | 52,00 s       | 2             | Silber |
| Jewgeni Rylow | 100 m Rücken        | 53,22 s      | 7       | 52,91 s       | 5             | 51,98 s       | 1             | Gold   |
| Jewgeni Rylow | 200 m Rücken        | 1:56,02 min  | 2       | 1:54,45 min   | 1             | 1:53,27 min   | 1             | Gold   |
| Grigori Tarassewitsch | 200 m Rücken        | 1:56,82 min  | 5       | 1:57,06 min   | 12            | ausgeschieden | ausgeschieden | 12     |
| Andrei Minakow | 100 m Schmetterling | 51,00 s      | 4       | 51,11 s       | 5             | 50,88 s       | 4             | 4      |
| Michail Wekowischtschew | 100 m Schmetterling | 51,89 s      | 18      | ausgeschieden | ausgeschieden | ausgeschieden | ausgeschieden | 18     |
| Alexander Kudaschew | 200 m Schmetterling | 1:55,54 min  | 12      | 1:55,51 min   | 12            | ausgeschieden | ausgeschieden | 12     |
| Andrei Schilkin | 200 m Lagen         | 1:57,94 min  | 14      | 1:59,05 min   | 15            | ausgeschieden | ausgeschieden | 15     |
| Maxim Stupin | 200 m Lagen         | 1:59,39 min  | 29      | ausgeschieden | ausgeschieden | ausgeschieden | ausgeschieden | 29     |
| Maxim Stupin | 400 m Lagen         | 4:16,21 min  | 18      | —             | —             | ausgeschieden | ausgeschieden | 18     |
| Wladislaw Grinew Kliment Kolesnikow Andrei Minakow Wladimir Morosow Alexander Schtschogolew                                                    | 4 × 100 m Freistil  | 3:13,13 min  | 8       | —             | —             | 3:12,20 min   | 7             | 7      |
| Michail Dowgaljuk Iwan Girjow Alexander Krasnych Martin Maljutin Jewgeni Rylow Michail Wekowischtschew                                         | 4 × 200 m Freistil  | 7:05,16 min  | 4       | —             | —             | 7:01,81 min   | 2             | Silber |
| Wladislaw Grinjow Kliment Kolesnikow Andrei Minakow Kirill Prigoda Jewgeni Rylow Grigori Tarassewitsch Anton Tschupkow Michail Wekowischtschew | 4 × 100 m Lagen     | 3:31,66 min  | 3       | —             | —             | 3:29,22 min   | 4             | 4      |
| Kirill Abrossimow | 10 km Freiwasser    | —            | —       | —             | —             | 1:54:29,3 h   | 19            | 19     |
| Mixed |                     |              |         |               |               |               |               |        |
| Marija Kamenewa Kirill Prigoda Jewgeni Rylow Arina Surkowa Grigori Tarassewitsch Swetlana Tschimrowa                                           | 4 × 100 m Lagen     | 3:43,73 min  | 7       | —             | —             | 3:42,45 min   | 7             | 7      |

### Segeln
| Athleten                     | Wettbewerb      | Qualifikation | Qualifikation | Medal Race    | Medal Race    | Punkte | Rang |
| Athleten                     | Wettbewerb      | Punkte        | Rang          | Punkte        | Rang          | Punkte | Rang |
| ---------------------------- | --------------- | ------------- | ------------- | ------------- | ------------- | ------ | ---- |
| Frauen                       |                 |               |               |               |               |        |      |
| Anna Chworikowa              | Windsurfen RS:X | 224           | 22            | ausgeschieden | ausgeschieden | 224    | 22   |
| Jekaterina Sjusina           | Laser Radial    | 198           | 27            | ausgeschieden | ausgeschieden | 198    | 27   |
| Männer                       |                 |               |               |               |               |        |      |
| Alexander Askerow            | Windsurfen RS:X | 208           | 19            | ausgeschieden | ausgeschieden | 208    | 19   |
| Sergei Komissarow            | Laser           | 98            | 11            | ausgeschieden | ausgeschieden | 98     | 11   |
| Pawel Sosykin Denis Gribanow | 470er           | 90            | 12            | ausgeschieden | ausgeschieden | 90     | 12   |

### Sportklettern
| Athleten            | Wettbewerb             | Qualifikation | Qualifikation | Qualifikation | Qualifikation | Qualifikation | Finale        | Finale        | Finale        | Finale        | Finale        | Rang |
| Athleten            | Wettbewerb             | Speed         | Bouldern      | Schwierigkeit | Punkte        | Rang          | Speed         | Bouldern      | Schwierigkeit | Punkte        | Rang          | Rang |
| ------------------- | ---------------------- | ------------- | ------------- | ------------- | ------------- | ------------- | ------------- | ------------- | ------------- | ------------- | ------------- | ---- |
| Frauen              |                        |               |               |               |               |               |               |               |               |               |               |      |
| Julija Kaplina      | Olympische Kombination | 5             | 18            | 17            | 1530          | 17            | ausgeschieden | ausgeschieden | ausgeschieden | ausgeschieden | ausgeschieden | 17   |
| Wiktorija Meschkowa | Olympische Kombination | 15            | 6             | 5             | 450           | 9             | ausgeschieden | ausgeschieden | ausgeschieden | ausgeschieden | ausgeschieden | 9    |
| Männer              |                        |               |               |               |               |               |               |               |               |               |               |      |
| Alexei Rubzow       | Olympische Kombination | 16            | 4             | 15            | 960           | 13            | ausgeschieden | ausgeschieden | ausgeschieden | ausgeschieden | ausgeschieden | 13   |

### Synchronschwimmen
| Athletinnen | Wettbewerb | Qualifikation     | Qualifikation     | Qualifikation  | Qualifikation  | Qualifikation | Qualifikation | Finale         | Finale         | Finale           | Finale           |
| Athletinnen | Wettbewerb | Technische Kür TK | Technische Kür TK | Freie Kür FK-Q | Freie Kür FK-Q | Gesamt        | Gesamt        | Freie Kür FK-F | Freie Kür FK-F | Gesamt TK + FK-F | Gesamt TK + FK-F |
| Athletinnen | Wettbewerb | Punkte            | Rang              | Punkte         | Rang           | Punkte        | Rang          | Punkte         | Rang           | Punkte           | Rang             |
| --- | ---------- | ----------------- | ----------------- | -------------- | -------------- | ------------- | ------------- | -------------- | -------------- | ---------------- | ---------------- |
| Frauen |            |                   |                   |                |                |               |               |                |                |                  |                  |
| Swetlana Kolesnitschenko Swetlana Romaschina | Duett      | 97,9000           | 1                 | 97,1079        | 1              | 195,0079      | 1             | 98,8000        | 1              | 195,9079         | Gold             |
| Swetlana Kolesnitschenko Swetlana Romaschina Alexandra Pazkewitsch Alla Schischkina Marija Schurotschkina Polina Komar Marina Goljadkina Wlada Tschigirjowa | Mannschaft | 97,2979           | 1                 | –              | –              | –             | –             | 98,8000        | 1              | 196,0979         | Gold             |

### Taekwondo
| Athleten          | Wettbewerb | Achtelfinale   | Achtelfinale | Viertelfinale  | Viertelfinale | Hoffnungsrunde Halbfinale | Hoffnungsrunde Halbfinale | Halbfinale    | Halbfinale    | Hoffnungsrunde Finale | Hoffnungsrunde Finale | Finale          | Finale        | Rang   |
| Athleten          | Wettbewerb | Gegner         | Ergebnis     | Gegner         | Ergebnis      | Gegner                    | Ergebnis                  | Gegner        | Ergebnis      | Gegner                | Ergebnis              | Gegner          | Ergebnis      | Rang   |
| ----------------- | ---------- | -------------- | ------------ | -------------- | ------------- | ------------------------- | ------------------------- | ------------- | ------------- | --------------------- | --------------------- | --------------- | ------------- | ------ |
| Frauen            |            |                |              |                |               |                           |                           |               |               |                       |                       |                 |               |        |
| Tatjana Minina    | bis 57 kg  | F. Tzeli       | 15:7         | T. Ben Yessouf | 15:10         | —                         | —                         | K. Alisadeh   | 10:3          | —                     | —                     | A. Zolotic      | 17:25         | Silber |
| Männer            |            |                |              |                |               |                           |                           |               |               |                       |                       |                 |               |        |
| Michail Artamonow | bis 58 kg  | M. K. Jendoubi | 18:25        | ausgeschieden  | ausgeschieden | S. Demse                  | 27:5                      | ausgeschieden | ausgeschieden | L. Guzmán             | 15:10                 | ausgeschieden   | ausgeschieden | Bronze |
| Maxim Chramzow    | bis 80 kg  | F. Sawadogo    | 13:6         | T. Kanaet      | 22:0          | —                         | —                         | S. Eissa      | 13:1          | —                     | —                     | S. Al-Sharabaty | 20:9          | Gold   |
| Wladislaw Larin   | über 80 kg | P. Taufatofua  | 24:3         | I. Trajkovič   | 16:3          | —                         | —                         | H. Sun        | 30:3          | —                     | —                     | D. Georgievski  | 15:9          | Gold   |

### Tennis
| Athleten                                    | Wettbewerb | 1. Runde                      | 1. Runde            | 2. Runde       | 2. Runde      | Achtelfinale            | Achtelfinale    | Viertelfinale                 | Viertelfinale     | Halbfinale                   | Halbfinale        | Finale / Platz 3                 | Finale / Platz 3          |
| Athleten                                    | Wettbewerb | Gegner                        | Ergebnis            | Gegner         | Ergebnis      | Gegner                  | Ergebnis        | Gegner                        | Ergebnis          | Gegner                       | Ergebnis          | Gegner                           | Ergebnis                  |
| ------------------------------------------- | ---------- | ----------------------------- | ------------------- | -------------- | ------------- | ----------------------- | --------------- | ----------------------------- | ----------------- | ---------------------------- | ----------------- | -------------------------------- | ------------------------- |
| Frauen                                      |            |                               |                     |                |               |                         |                 |                               |                   |                              |                   |                                  |                           |
| Anastassija Pawljutschenkowa                | Einzel     | S. Errani                     | 6:0, 6:1            | A.-L. Friedsam | 6:1, 6:1      | S. Sorribes Tormo       | 6:1, 6:3        | B. Bencic                     | 0:6, 6:3, 3:6     | ausgeschieden                | ausgeschieden     | ausgeschieden                    | ausgeschieden             |
| Weronika Kudermetowa                        | Einzel     | G. Muguruza                   | 5:7, 5:7            | ausgeschieden  | ausgeschieden | ausgeschieden           | ausgeschieden   | ausgeschieden                 | ausgeschieden     | ausgeschieden                | ausgeschieden     | ausgeschieden                    | ausgeschieden             |
| Jekaterina Alexandrowa                      | Einzel     | E. Mertens                    | 4:6, 6:4, 6:4       | N. Podoroska   | 1:6, 3:6      | ausgeschieden           | ausgeschieden   | ausgeschieden                 | ausgeschieden     | ausgeschieden                | ausgeschieden     | ausgeschieden                    | ausgeschieden             |
| Jelena Wesnina                              | Einzel     | J. Ostapenko                  | 6:4, 6:72, 6:4      | C. Giorgi      | 3:6, 1:6      | ausgeschieden           | ausgeschieden   | ausgeschieden                 | ausgeschieden     | ausgeschieden                | ausgeschieden     | ausgeschieden                    | ausgeschieden             |
| Weronika Kudermetowa Jelena Wesnina         | Doppel     | A.-L. Friedsam / L. Siegemund | 6:2, 7:5            | —              | —             | K. Bertens / D. Schuurs | 6:2, 3:6 [10:7] | L. Kitschenok / N. Kitschenok | 6:2, 6:1          | B. Krejčíková / K. Siniaková | 3:6, 6:3, [6:10]  | L. Pigossi / L. Stefani          | 6:4, 4:6, [9:11]          |
| Männer                                      |            |                               |                     |                |               |                         |                 |                               |                   |                              |                   |                                  |                           |
| Daniil Medwedew                             | Einzel     | A. Bublik                     | 6:4, 7:68           | S. Nagal       | 6:2, 6:1      | F. Fognini              | 6:2, 3:6, 6:2   | P. Carreño Busta              | 2:6, 6:75         | ausgeschieden                | ausgeschieden     | ausgeschieden                    | ausgeschieden             |
| Andrei Rubljow                              | Einzel     | K. Nishikori                  | 3:6, 4:6            | ausgeschieden  | ausgeschieden | ausgeschieden           | ausgeschieden   | ausgeschieden                 | ausgeschieden     | ausgeschieden                | ausgeschieden     | ausgeschieden                    | ausgeschieden             |
| Aslan Karazew                               | Einzel     | T. Paul                       | 6:3, 6:2            | J. Chardy      | 5:7, 6:4, 3:6 | ausgeschieden           | ausgeschieden   | ausgeschieden                 | ausgeschieden     | ausgeschieden                | ausgeschieden     | ausgeschieden                    | ausgeschieden             |
| Karen Chatschanow                           | Einzel     | Y. Nishioka                   | 3:6, 6:1, 6:2       | J. Duckworth   | 7:5, 6:1      | D. Schwartzman          | 6:1, 2:6, 6:1   | U. Humbert                    | 7:64, 4:6, 6:3    | P. Carreño Busta             | 6:3, 6:3          | A. Zverev                        | 3:6, 1:6 Silber           |
| Aslan Karazew Daniil Medwedew               | Doppel     | L. Klein / F. Polášek         | 5:7, 4:6            | —              | —             | ausgeschieden           | ausgeschieden   | ausgeschieden                 | ausgeschieden     | ausgeschieden                | ausgeschieden     | ausgeschieden                    | ausgeschieden             |
| Karen Chatschanow Andrei Rubljow            | Doppel     | R. Ram / F. Tiafoe            | 7:63, 6:75, [10:12] | —              | —             | ausgeschieden           | ausgeschieden   | ausgeschieden                 | ausgeschieden     | ausgeschieden                | ausgeschieden     | ausgeschieden                    | ausgeschieden             |
| Mixed                                       |            |                               |                     |                |               |                         |                 |                               |                   |                              |                   |                                  |                           |
| Jelena Wesnina Aslan Karazew                | Mixed      | K. Mladenovic / N. Mahut      | 6:4, 6:2            | —              | —             | —                       | —               | I. Świątek / Ł. Kubot         | 6:4, 6:4          | N. Stojanović / N. Đoković   | 7:64, 7:5         | A. Pawljutschenkowa / A. Rubljow | 3:6, 7:65, [11:13] Silber |
| Anastassija Pawljutschenkowa Andrei Rubljow | Mixed      | D. Jurak / I. Dodig           | 5:7, 6:4, [11:9]    | —              | —             | —                       | —               | E. Shibahara / B. McLachlan   | 7:5, 6:70, [10:8] | A. Barty / J. Peers          | 5:7, 6:4, [13:11] | J. Wesnina A. Karazew            | 6:3, 6:75, [13:11] Gold   |

### Tischtennis
| Athleten          | Wettbewerb | 1. Runde          | 1. Runde | 2. Runde  | 2. Runde | 3. Runde           | 3. Runde      | Achtelfinale  | Achtelfinale  | Viertelfinale | Viertelfinale | Halbfinale    | Halbfinale    | Finale/Platz 3 | Finale/Platz 3 | Rang  |
| Athleten          | Wettbewerb | Gegner            | Erg.     | Gegner    | Erg.     | Gegner             | Erg.          | Gegner        | Erg.          | Gegner        | Erg.          | Gegner        | Erg.          | Gegner         | Erg.           | Rang  |
| ----------------- | ---------- | ----------------- | -------- | --------- | -------- | ------------------ | ------------- | ------------- | ------------- | ------------- | ------------- | ------------- | ------------- | -------------- | -------------- | ----- |
| Frauen            |            |                   |          |           |          |                    |               |               |               |               |               |               |               |                |                |       |
| Polina Michailowa | Einzel     | —                 | —        | Liu Jia   | 3:4      | ausgeschieden      | ausgeschieden | ausgeschieden | ausgeschieden | ausgeschieden | ausgeschieden | ausgeschieden | ausgeschieden | ausgeschieden  | ausgeschieden  | 33–48 |
| Jana Noskowa      | Einzel     | Prithika Pavade   | 4:2      | Zhang Mo  | 3:4      | ausgeschieden      | ausgeschieden | ausgeschieden | ausgeschieden | ausgeschieden | ausgeschieden | ausgeschieden | ausgeschieden | ausgeschieden  | ausgeschieden  | 33–48 |
| Männer            |            |                   |          |           |          |                    |               |               |               |               |               |               |               |                |                |       |
| Kirill Skatschkow | Einzel     | Dimitrije Levajac | 4:2      | Kanak Jha | 4:2      | Dimitrij Ovtcharov | 0:4           | ausgeschieden | ausgeschieden | ausgeschieden | ausgeschieden | ausgeschieden | ausgeschieden | ausgeschieden  | ausgeschieden  | 17–32 |

### Triathlon
| Athleten                                                                    | Wettbewerb | Zeit      | Rang |
| --------------------------------------------------------------------------- | ---------- | --------- | ---- |
| Frauen                                                                      |            |           |      |
| Alexandra Rasarjonowa                                                       | Einzel     | LAP       | LAP  |
| Anastassija Gorbunowa                                                       | Einzel     | DNF       | DNF  |
| Männer                                                                      |            |           |      |
| Dmitri Poljanski                                                            | Einzel     | 1:48:46 h | 32   |
| Igor Poljanski                                                              | Einzel     | 1:52:07 h | 43   |
| Mixed                                                                       |            |           |      |
| Alexandra Rasarjonowa Anastassija Gorbunowa Dmitri Poljanski Igor Poljanski | Staffel    | 1:27:13 h | 14   |

### Turnen

#### Gerätturnen
| Athleten                                                                   | Wettbewerb           | Qualifikation | Qualifikation | Finale        | Finale        | Rang   |
| Athleten                                                                   | Wettbewerb           | Punkte        | Rang          | Punkte        | Rang          | Rang   |
| -------------------------------------------------------------------------- | -------------------- | ------------- | ------------- | ------------- | ------------- | ------ |
| Frauen                                                                     |                      |               |               |               |               |        |
| Lilija Achaimowa                                                           | Boden                | 13,633        | 11            | ausgeschieden | ausgeschieden | 11     |
| Lilija Achaimowa                                                           | Schwebebalken        | 12,266        | 59            | ausgeschieden | ausgeschieden | 59     |
| Lilija Achaimowa                                                           | Sprung               | 14,699        | 7             | 14,666        | 6             | 6      |
| Lilija Achaimowa                                                           | Stufenbarren         | 12,900        | 49            | ausgeschieden | ausgeschieden | 49     |
| Lilija Achaimowa                                                           | Einzelmehrkampf      | 53,565        | 28            | ausgeschieden | ausgeschieden | 28     |
| Jelena Gerassimowa                                                         | Boden                | 12,333        | 60            | ausgeschieden | ausgeschieden | 60     |
| Jelena Gerassimowa                                                         | Schwebebalken        | 13,766        | 16            | ausgeschieden | ausgeschieden | 16     |
| Jelena Gerassimowa                                                         | Stufenbarren         | 13,233        | 40            | ausgeschieden | ausgeschieden | 40     |
| Jelena Gerassimowa                                                         | Einzelmehrkampf      | 52,798        | 38            | ausgeschieden | ausgeschieden | 38     |
| Anastassija Iljankowa                                                      | Stufenbarren         | 14,966        | 3             | 14,833        | 2             | Silber |
| Wiktorija Listunowa                                                        | Boden                | 14,000        | 6             | 12,400        | 8             | 8      |
| Wiktorija Listunowa                                                        | Schwebebalken        | 13,866        | 13            | ausgeschieden | ausgeschieden | 13     |
| Wiktorija Listunowa                                                        | Stufenbarren         | 14,766        | 6             | ausgeschieden | ausgeschieden | —      |
| Wiktorija Listunowa                                                        | Einzelmehrkampf      | 56,932        | 6             | ausgeschieden | ausgeschieden | —      |
| Angelina Melnikowa                                                         | Boden                | 14,000        | 7             | 14,166        | 3             | Bronze |
| Angelina Melnikowa                                                         | Schwebebalken        | 13,733        | 17            | ausgeschieden | ausgeschieden | 17     |
| Angelina Melnikowa                                                         | Sprung               | 14,616        | 9             | 14,683        | 5             | 5      |
| Angelina Melnikowa                                                         | Stufenbarren         | 14,933        | 4             | 13,066        | 8             | 8      |
| Angelina Melnikowa                                                         | Einzelmehrkampf      | 57,132        | 4             | 57,199        | 3             | Bronze |
| Wladislawa Urasowa                                                         | Boden                | 13,633        | 10            | ausgeschieden | ausgeschieden | 10     |
| Wladislawa Urasowa                                                         | Schwebebalken        | 14,000        | 8             | 12,733        | 8             | 8      |
| Wladislawa Urasowa                                                         | Stufenbarren         | 14,866        | 5             | ausgeschieden | ausgeschieden | —      |
| Wladislawa Urasowa                                                         | Einzelmehrkampf      | 57,099        | 5             | 56,966        | 4             | 4      |
| Lilija Achaimowa Wiktorija Listunowa Angelina Melnikowa Wladislawa Urasowa | Mannschaftsmehrkampf | 171,629       | 1             | 169,528       | 1             | Gold   |
| Männer                                                                     |                      |               |               |               |               |        |
| Denis Abljasin                                                             | Boden                | 14,300        | 18            | ausgeschieden | ausgeschieden | 18     |
| Denis Abljasin                                                             | Ringe                | 14,800        | 7             | 14,833        | 6             | 6      |
| Denis Abljasin                                                             | Sprung               | 14,733        | 5             | 14,783        | 2             | Silber |
| Dawid Beljawski                                                            | Boden                | 12,933        | 59            | ausgeschieden | ausgeschieden | 59     |
| Dawid Beljawski                                                            | Ringe                | 14,000        | 23            | ausgeschieden | ausgeschieden | 23     |
| Dawid Beljawski                                                            | Pauschenpferd        | 14,733        | 9             | 14,833        | 4             | 4      |
| Dawid Beljawski                                                            | Barren               | 15,325        | 9             | 15,200        | 5             | 5      |
| Dawid Beljawski                                                            | Reck                 | 14,066        | 16            | ausgeschieden | ausgeschieden | 16     |
| Dawid Beljawski                                                            | Einzelmehrkampf      | 85,324        | 10            | ausgeschieden | ausgeschieden | —      |
| Artur Dalalojan                                                            | Boden                | 13,700        | 37            | ausgeschieden | ausgeschieden | 37     |
| Artur Dalalojan                                                            | Ringe                | 14,500        | 10            | ausgeschieden | ausgeschieden | 10     |
| Artur Dalalojan                                                            | Pauschenpferd        | 13,800        | 26            | ausgeschieden | ausgeschieden | 26     |
| Artur Dalalojan                                                            | Barren               | 15,233        | 12            | ausgeschieden | ausgeschieden | 12     |
| Artur Dalalojan                                                            | Reck                 | 14,033        | 14            | ausgeschieden | ausgeschieden | 14     |
| Artur Dalalojan                                                            | Einzelmehrkampf      | 85,957        | 6             | 86,248        | 6             | 6      |
| Alexander Karzew                                                           | Boden                | 13,733        | 35            | ausgeschieden | ausgeschieden | 35     |
| Alexander Karzew                                                           | Pauschenpferd        | 13,500        | 34            | ausgeschieden | ausgeschieden | 34     |
| Alexander Karzew                                                           | Ringe                | 13,633        | 34            | ausgeschieden | ausgeschieden | 34     |
| Alexander Karzew                                                           | Barren               | 14,900        | 21            | ausgeschieden | ausgeschieden | 21     |
| Alexander Karzew                                                           | Reck                 | 12,000        | 64            | ausgeschieden | ausgeschieden | 64     |
| Alexander Karzew                                                           | Einzelmehrkampf      | 82,299        | 29            | ausgeschieden | ausgeschieden | 29     |
| Nikita Nagorny                                                             | Boden                | 15,066        | 2             | 13,066        | 7             | 7      |
| Nikita Nagorny                                                             | Pauschenpferd        | 14,366        | 14            | ausgeschieden | ausgeschieden | 14     |
| Nikita Nagorny                                                             | Ringe                | 14,333        | 15            | ausgeschieden | ausgeschieden | 15     |
| Nikita Nagorny                                                             | Sprung               | 14,783        | 3             | 14,716        | 5             | 5      |
| Nikita Nagorny                                                             | Barren               | 14,966        | 19            | ausgeschieden | ausgeschieden | 19     |
| Nikita Nagorny                                                             | Reck                 | 14,466        | 5             | 14,533        | 3             | Bronze |
| Nikita Nagorny                                                             | Einzelmehrkampf      | 87,897        | 2             | 88,031        | 3             | Bronze |
| Wladislaw Poljaschow                                                       | Pauschenpferd        | 14,366        | 14            | ausgeschieden | ausgeschieden | 14     |
| Wladislaw Poljaschow                                                       | Barren               | 15,133        | 15            | ausgeschieden | ausgeschieden | 15     |
| Denis Abljasin Dawid Beljawski Artur Dalalojan Nikita Nagorny              | Mannschaftsmehrkampf | 261,945       | 3             | 262,500       | 1             | Gold   |

#### Rhythmische Sportgymnastik
| Athletinnen                                                                                            | Wettbewerb       | Qualifikation | Qualifikation | Finale  | Finale | Rang   |
| Athletinnen                                                                                            | Wettbewerb       | Punkte        | Rang          | Punkte  | Rang   | Rang   |
| --- | ---------------- | ------------- | ------------- | ------- | ------ | ------ |
| Frauen                                                                                                 |                  |               |               |         |        |        |
| Dina Awerina                                                                                           | Mehrkampf Einzel | 106,300       | 1             | 107,650 | 2      | Silber |
| Arina Awerina                                                                                          | Mehrkampf Einzel | 106,175       | 2             | 102,100 | 4      | 4      |
| Anastassija Blisnjuk Anastassija Maximowa Angelina Schkatowa Anastassija Tatarewa Alissa Tischtschenko | Mehrkampf Gruppe | 89,050        | 2             | 90,700  | 2      | Silber |

#### Trampolinturnen
| Athleten            | Wettbewerb | Qualifikation | Qualifikation | Finale        | Finale        | Rang |
| Athleten            | Wettbewerb | Punkte        | Rang          | Punkte        | Rang          | Rang |
| ------------------- | ---------- | ------------- | ------------- | ------------- | ------------- | ---- |
| Frauen              |            |               |               |               |               |      |
| Sussana Kotschessok | Einzel     | 102,790       | 6             | 54,290        | 7             | 7    |
| Jana Lebedewa       | Einzel     | 71,805        | 11            | ausgeschieden | ausgeschieden | 11   |
| Männer              |            |               |               |               |               |      |
| Andrei Judin        | Einzel     | 111,245       | 7             | 58,235        | 6             | 6    |
| Dmitri Uschakow     | Einzel     | 109,485       | 8             | 59,600        | 5             | 5    |

### Volleyball
| Wettbewerb    | Frauen | Männer |
| ------------- | --- | --- |
| Athleten      | Arina Fedorowzewa Irina Fetissowa Natalija Gontscharowa Jekaterina Jenina Irina Koroljowa Anna Lasarewa Polina Matwejewa Darja Pilipenko Anna Podkopajewa Xenija Smirnowa Jewgenija Starzewa Irina Woronkowa | Denis Bogdan Walentin Golubew Iwan Jakowlew Jegor Kljuka Igor Kobsar Iljas Kurkajew Maxim Michailow Pawel Pankow Jaroslaw Podlesnych Wiktor Poletajew Dmitri Wolkow Artjom Wolwitsch |
| Trainer       | Sergio Busato | Tuomas Sammelvuo |
| Gruppenphase  | Italien (0:3) Argentinien (3:0) China (3:2) Vereinigte Staaten (3:0) Türkei (2:3) | Argentinien (3:1) Vereinigte Staaten (3:1) Brasilien (3:0) Frankreich (1:3) Tunesien (3:0)                                                                                           |
| Viertelfinale | Brasilien (1:3) | Kanada (3:0) |
| Halbfinale    | ausgeschieden | Brasilien (3:1) |
| Finale        | ausgeschieden | Frankreich (2:3) |
| Platzierung   | 7 | Silber |

### Wasserball
| Wettbewerb      | Frauen |
| --------------- | --- |
| Athleten        | Marija Bersnewa Nadeschda Glysina Jewgenija Golowina Jewgenija Iwanowa Elwina Karimowa Anna Karnauch Jekaterina Prokofjewa Aljona Serschantowa Anastassija Simanowitsch Jewgenija Sobolewa Anna Timofejewa Weronika Wachitowa Anastassija Fedotowa |
| Trainer         | Alexander Gaidukow |
| Gruppenphase    | China (18:17) Ungarn (10:10) Vereinigte Staaten (5:18) Japan (20:16) |
| Viertelfinale   | Australien (9:8) |
| Halbfinale      | Vereinigte Staaten (11:15) |
| Spiel um Bronze | Ungarn (9:11) |
| Platzierung     | 4 |

### Wasserspringen
| Athleten                           | Wettbewerb            | Vorkampf | Vorkampf | Halbfinale    | Halbfinale    | Finale        | Finale        | Rang   |
| Athleten                           | Wettbewerb            | Punkte   | Rang     | Punkte        | Rang          | Punkte        | Rang          | Rang   |
| ---------------------------------- | --------------------- | -------- | -------- | ------------- | ------------- | ------------- | ------------- | ------ |
| Frauen                             |                       |          |          |               |               |               |               |        |
| Marija Poljakowa                   | Kunstspringen 3 m     | 288,55   | 13       | 290,10        | 11            | 284,05        | 10            | 10     |
| Anna Konanychina                   | Turmspringen 10 m     | 252,85   | 25       | ausgeschieden | ausgeschieden | ausgeschieden | ausgeschieden | 25     |
| Julija Timoschinina                | Turmspringen 10 m     | 313,20   | 8        | 319,80        | 6             | 263,00        | 11            | 11     |
| Männer                             |                       |          |          |               |               |               |               |        |
| Jewgeni Kusnezow                   | Kunstspringen 3 m     | 444,75   | 7        | 453,85        | 5             | 461,90        | 5             | 5      |
| Nikita Schleicher                  | Kunstspringen 3 m     | 339,70   | 24       | ausgeschieden | ausgeschieden | ausgeschieden | ausgeschieden | 24     |
| Alexander Bondar                   | Turmspringen 10 m     | 513,85   | 3        | 464,10        | 3             | 514,50        | 4             | 4      |
| Wiktor Minibajew                   | Turmspringen 10 m     | 391,95   | 14       | 447,50        | 5             | 495,85        | 5             | 5      |
| Jewgeni Kusnezow Nikita Schleicher | Synchronspringen 3 m  | —        | —        | —             | —             | 331,08        | 8             | 8      |
| Alexander Bondar Wiktor Minibajew  | Synchronspringen 10 m | —        | —        | —             | —             | 439,92        | 3             | Bronze |